# 中川区
中川区（なかがわく）は、愛知県名古屋市にある行政区。名古屋市を構成する16区のうちのひとつで、1937年（昭和12年）10月1日に誕生した。

## 概要
中川の名は中川運河から。中川区荒子は金沢100万石加賀藩の始祖前田利家の生まれ故郷である。区の西側は市内でも有数の田園地帯が広がっているが、近年になって宅地化が進んだ。庄内川の西に位置する富田地区（旧海部郡富田町）は、1955年（昭和30年）10月1日に名古屋市と合併、中川区に編入された。なお富田地区には富田支所が設置されている（分区問題も参照）。

## 地理

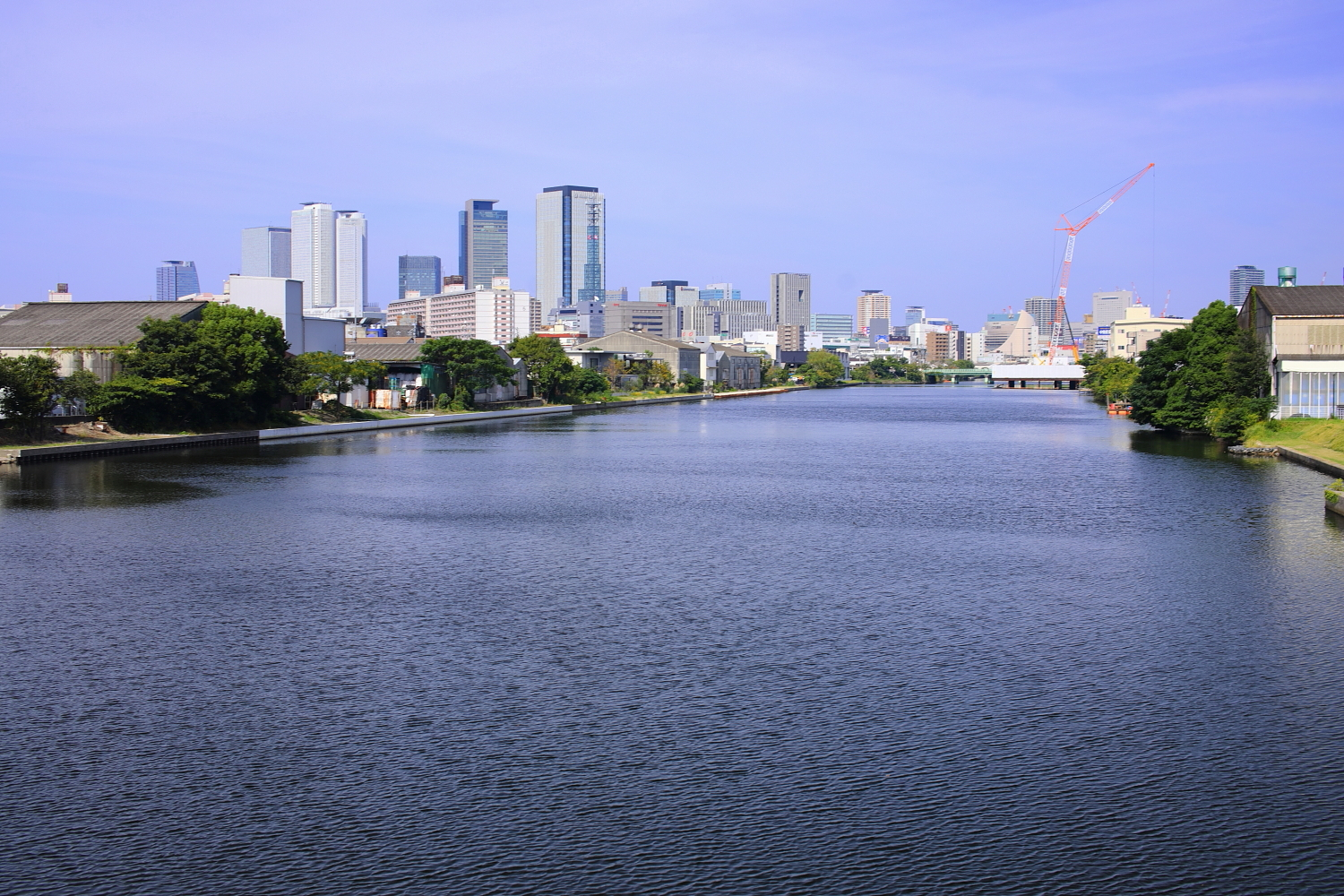
中川運河（長良橋にて）

### 位置
名古屋市西部に位置し、全域が平坦である。ほとんどの地域が海抜ゼロメートル地帯であり、海水面より低い地域も多い。

### 地形

#### 河川
主な川
- 庄内川
- 新川
- 戸田川
- 福田川
- 荒子川
- 中川運河
- 堀川

### 地域

#### 地名
- 荒子（あらこ）
- 打出（うちで）
- 江松（えまつ）
- 尾頭橋（おとうばし）
- かの里・包里（かのさと）
- 小本（こもと）
- 山王（さんのう）
- 四女子町（しにょしちょう）
- 下之一色（しものいっしき）
- 千音寺（せんのんじ）
- 高杉（たかすぎ）
- 高畑（たかばた）
- 中郷（ちゅうごう）
- 露橋（つゆはし）
- 戸田（とだ）
- 戸田明正（とだめいせい）
- 富永・冨永（とみなが）
- 中島（なかじま）
- 長須賀（ながすか）
- 新家（にいえ）
- 野田（のだ）
- 服部（はとり）
- 春田（はるた・はるだ）
- 伏屋（ふしや）
- 法華（ほっけ）
- 前田（まえだ）
- 万場（まんば）
- 水里（みずさと）
- 八熊（やぐま）
- 柳森（やなもり）

### 人口
| 中川区の人口の推移 \| 2000年（平成12年） \| 210,220人 \| \| \| 2005年（平成17年） \| 216,008人 \| \| \| 2010年（平成22年） \| 221,620人 \| \| \| 2015年（平成27年） \| 220,181人 \| \| \| 2020年（令和2年） \| 220,079人 \| \| |           |  |
| 総務省統計局 国勢調査より |           |  |
| 2000年（平成12年） | 210,220人 |  |
| 2005年（平成17年） | 216,008人 |  |
| 2010年（平成22年） | 221,620人 |  |
| 2015年（平成27年） | 220,181人 |  |
| 2020年（令和2年） | 220,079人 |  |

### 隣接自治体･行政区
名古屋市の行政区
- 中村区
- 中区
- 熱田区
- 港区

他の市町村
- あま市
- 海部郡：大治町
- 海部郡：蟹江町

## 歴史

### 古代
沖積平野上に位置し、古墳時代以前の遺跡は乏しい。区北東部の小本・烏森町・万町・八田町などJR関西本線に沿った地域で古墳時代から平安時代の須恵器が出土する程度で、古墳は全く確認できない。
8世紀以降の律令制下では庄内川以東が尾張国愛知郡、庄内川以西が尾張国海部郡となっていたため、これら二地域は歴史的に区別する必要がある。古代から中世には海岸線が現在より北にあったと推定され、中川区南部はまだ海であったと考えられる。
庄内川以東の中川区北部地域は、律令制下で愛知郡千竈郷であったことが近年になって判明した。この地域では前述の古代の出土物が若干確認できるほか、小本から小塚町で条里制の遺構がある。729年（天平元年）に荒子観音（浄海山観音寺）が草創されたというが、創建当初は現在の荒子観音より北西の柳田町付近にあったとされる。
庄内川以西の地域（富田地区）は、律令制下では海部郡津積郷に比定されているが定かではない。

### 中世

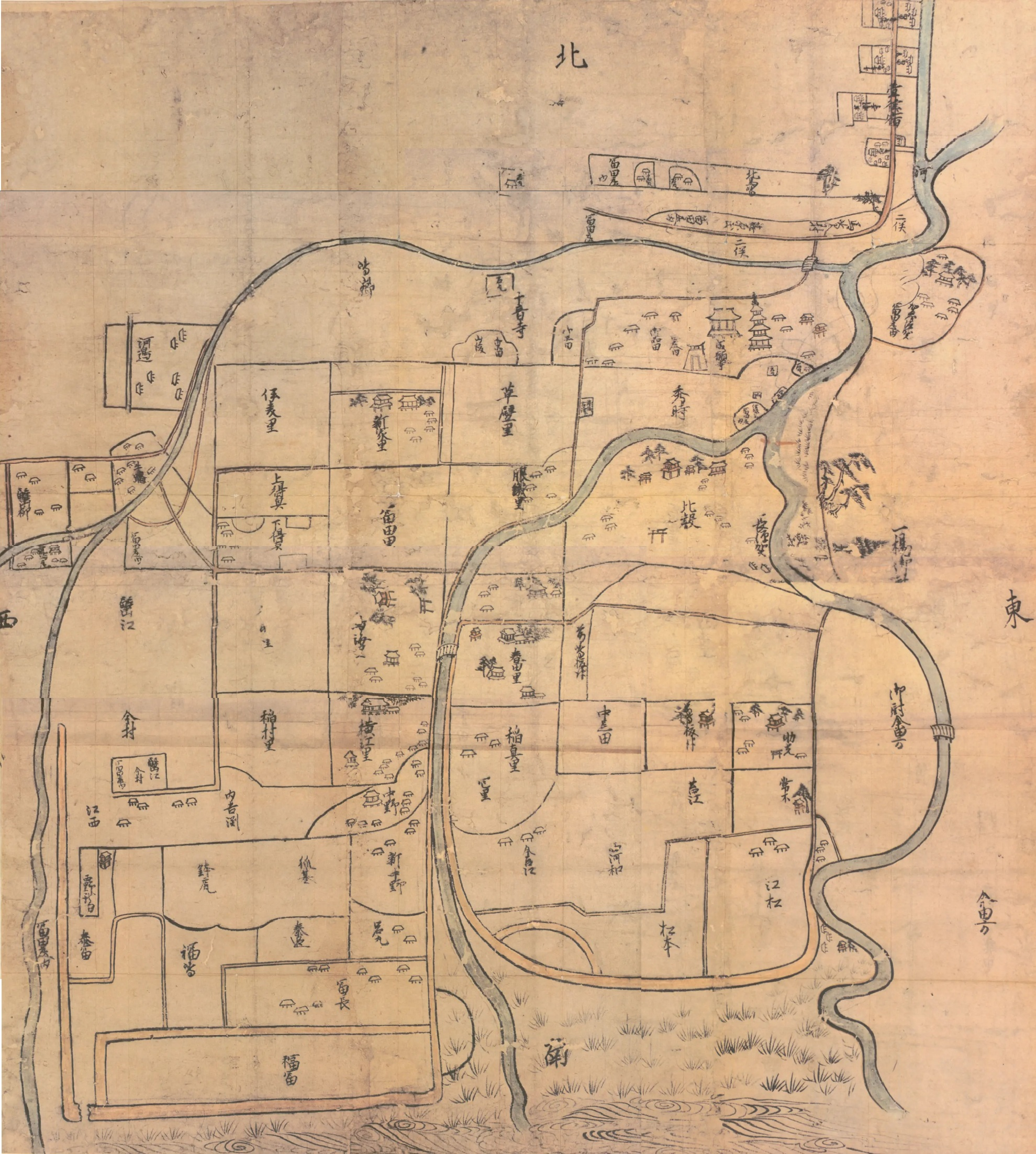
富田庄絵図（円覚寺文書）には14世紀前半の富田地区の様子が描かれている。

平安時代末期に海部郡が海東郡と海西郡に分割され、中川区の庄内川以西の地域は海東郡となった。
律令制が衰退し荘園公領制が確立されると、庄内川以東の愛知郡域では伊勢神宮領の一楊御厨が、庄内川以西の海東郡域では富田荘が成立した。荘園とは別に、千竈郷や則武郷などの公領や永良郷などの熱田神宮領もあった。
一楊御厨は、現在の荒子、高畑、中郷、野田付近に広がっていた伊勢神宮の御厨で、成立は11世紀以前に遡る。この御厨は西郷、中郷、東郷に分かれていたことが知られており、現在の中川区中郷はその遺称である。荒子観音には「尾州一楊御厨観音寺金口...東郷」と銘のある1429年（永享元年）の鰐口が残っており、荒子観音のある辺りは一楊御厨の東郷であったらしい。1177年（安元3年）付の七ツ寺一切経に「一楊御厨西郷政所書了」とあり、12世紀には西郷に政所が置かれていた。庄内川対岸にも領地があったため、後述するように富田荘と境界を巡り係争が起きた。
富田荘は、庄内川以西（富田地区）から蟹江町、あま市にかけて広がっていた広大な荘園であり、11世紀に成立し近衛家領となった。13世紀になると地頭職の北条時宗が鎌倉円覚寺に寄進した。14世紀前半には庄内川対岸の一楊御厨と境界相論が起き、この頃に描かれた『富田庄絵図』は当時の様子が詳細に描かれた貴重な史料で重要文化財に指定されている。15世紀には土岐氏や国人の押領にあい富田荘は衰退した。富田荘の一部であった千音寺から伏屋にかけては、中世の集落遺構が多く存在し調査が行われている。
戦国期には前田利家をはじめとする前田氏が活躍し、荒子城、下之一色城、前田城などの複数の城郭が築城された。一時衰退していた荒子観音は16世紀に全運上人なる人物により再興されたといい、市内最古の木造建築物である多宝塔が残る。願興寺は一時期は国分寺となっていた古刹で、戦国期に中区正木から現在地の中川区牛立町に移転されたという伝がある。

### 近世
近世においても庄内川を境に東が愛知郡、西が海東郡となっていた。江戸期の中川区域にあった村として、（愛知郡）牛立村、中野村、北一色村、五女子村、四女子村、七女子村、小塚村、本郷村、長良村、荒子村、法花村、東起村、大蟷螂村、高畑村、中郷村、打出村、野田村、万町村、烏森村、八田村、横井村、下之一色村、（海東郡）榎津村、江松村、春田村、服部村、伏屋村、供米田村、前田村、助光村、千音寺村、新家村、松下村、戸田村、長須賀村、包里村、万場村などがあった。
江戸期には新田開発が進み、南東部の熱田新田（後の小碓町と熱田新田東組）をはじめ、中島新田や中野外新田など愛知郡内で開発が進んだ。
1634年（嘉永11年）に佐屋街道の宿場町として万場宿が設置された。

### 近代
- 1906年（明治39年）7月1日：海東郡万須田村、赤星村、戸田村、豊治村が合併し、海東郡富田村が成立。
- 1921年（大正10年）8月22日 - 愛知郡愛知町・常磐村・荒子村が名古屋市に編入合併。南区の一部となる（それぞれ現在の中川区のうち、おおよそ庄内川より東側にあたる）。
- 1930年（昭和5年） - 中川運河が竣工する。
- 1931年（昭和6年）5月1日 - 愛知郡下之一色町の一部が名古屋市に編入合併。南区の一部となる。
- 1937年（昭和12年）
  - 3月1日 - 愛知郡下之一色町の全域が名古屋市に編入合併。南区の一部となる（現在の中川区のうち、庄内川と新川に挟まれた地域の南部にあたる）。
  - 10月1日 - 名古屋市が10区制を実施。中川区が発足する。
- 1955年（昭和30年）10月1日 - 海部郡富田町が名古屋市に編入合併。中川区の一部となる（現在の中川区のうち、おおよそ庄内川より西側にあたる）。このとき富田地区には富田支所が設置された。

## 政治

### 行政

#### 役所
区役所
- 名古屋中川区役所
  - 中川区役所富田支所
- 露橋コミュニティーセンター

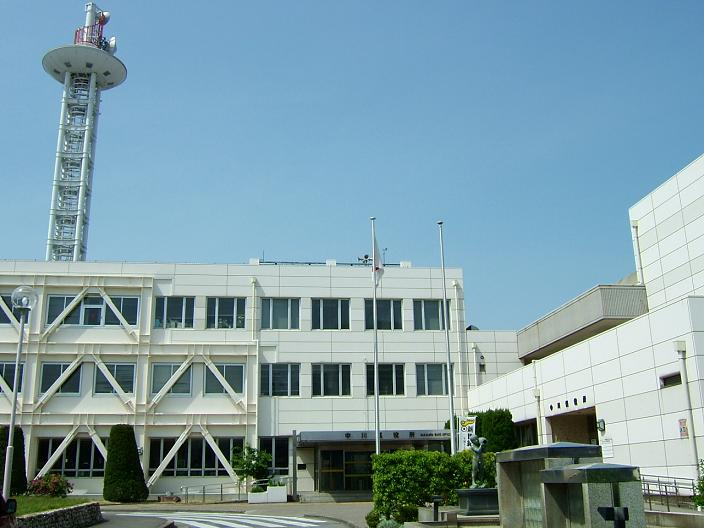
中川区役所
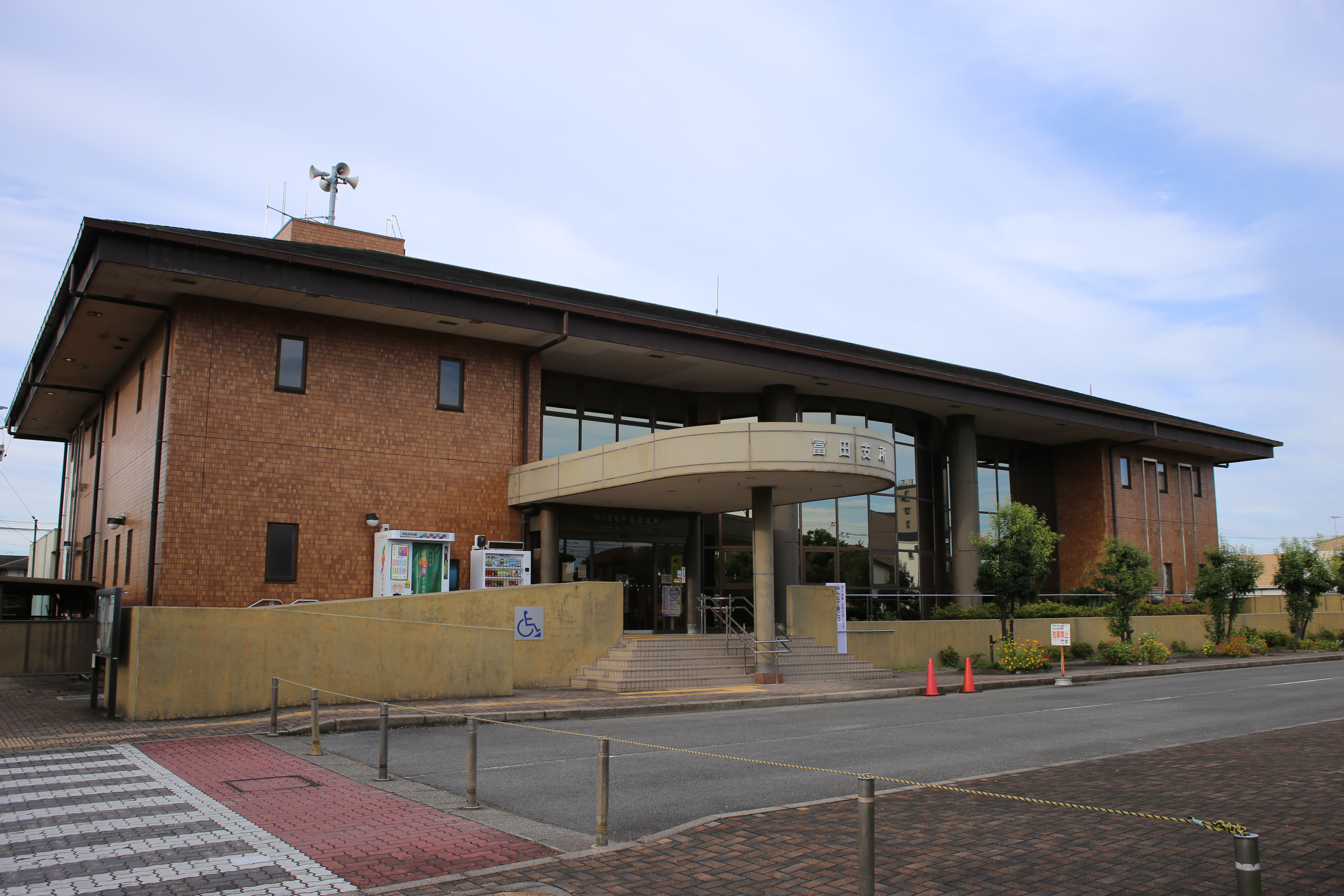
中川区役所富田支所
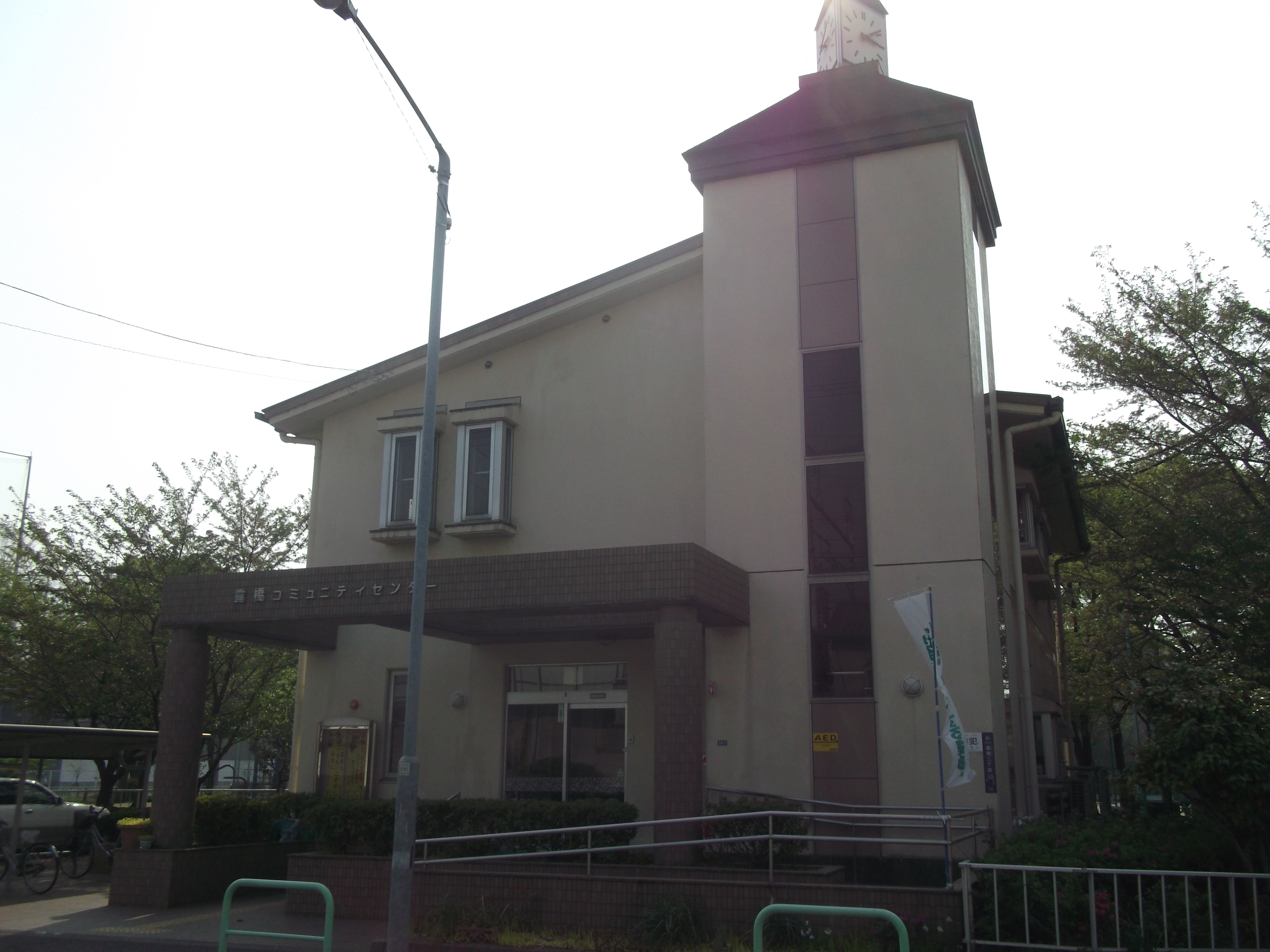
露橋コミュニティーセンター

#### 分区問題
中川区は、人口が市内の行政区の中で緑区に次いで多いことや、富田地区と残部とがおおよそ庄内川によって区切られており、歴史的にも富田地区は旧海部郡、残部は旧愛知郡であることから、分区がたびたび議論となっている。
2009年には、富田支所管内より分区を求める要望書が議長及び市長に提出されており、この申し入れには、この地区に住む1万7000人以上の署名が行われている。また、2005年の富田地区合併50周年に行ったアンケートによると、アンケート回答者のうち83.7％の人が分区について必要と考えていると回答している。
また、富田地区の名古屋市合併50周年記念誌には、50年後の富田地区の夢の一つとして分区が挙げられている。
なお、市当局は、行政区の適正規模は人口おおむね10万人から20万人程度であり、分区は25万人から30万人を超える状況でかつ現状の問題が区の再編によってしか解消できない場合に検討していくこととしており、当面は現行の16行政区を維持する方針である。

## 出先機関・施設

### 国家機関

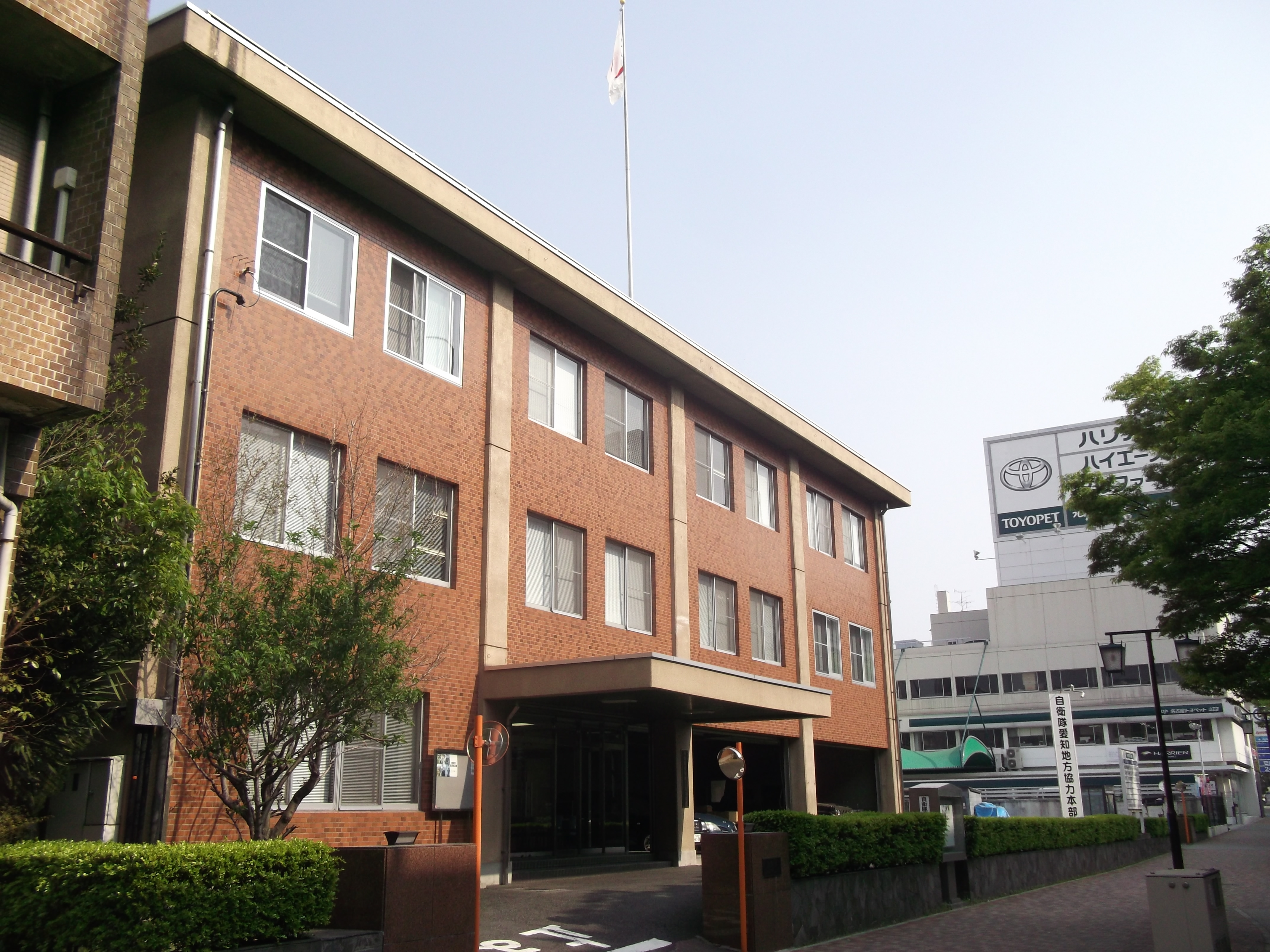
自衛隊愛知地方協力本部

#### 国土交通省
- 愛知運輸支局本庁舎

#### 厚生労働省
- 愛知労働局

#### 防衛省
自衛隊
- 自衛隊愛知地方協力本部

#### 財務省
国税庁
- 名古屋国税局 中川税務署

### 施設

#### 警察
本部

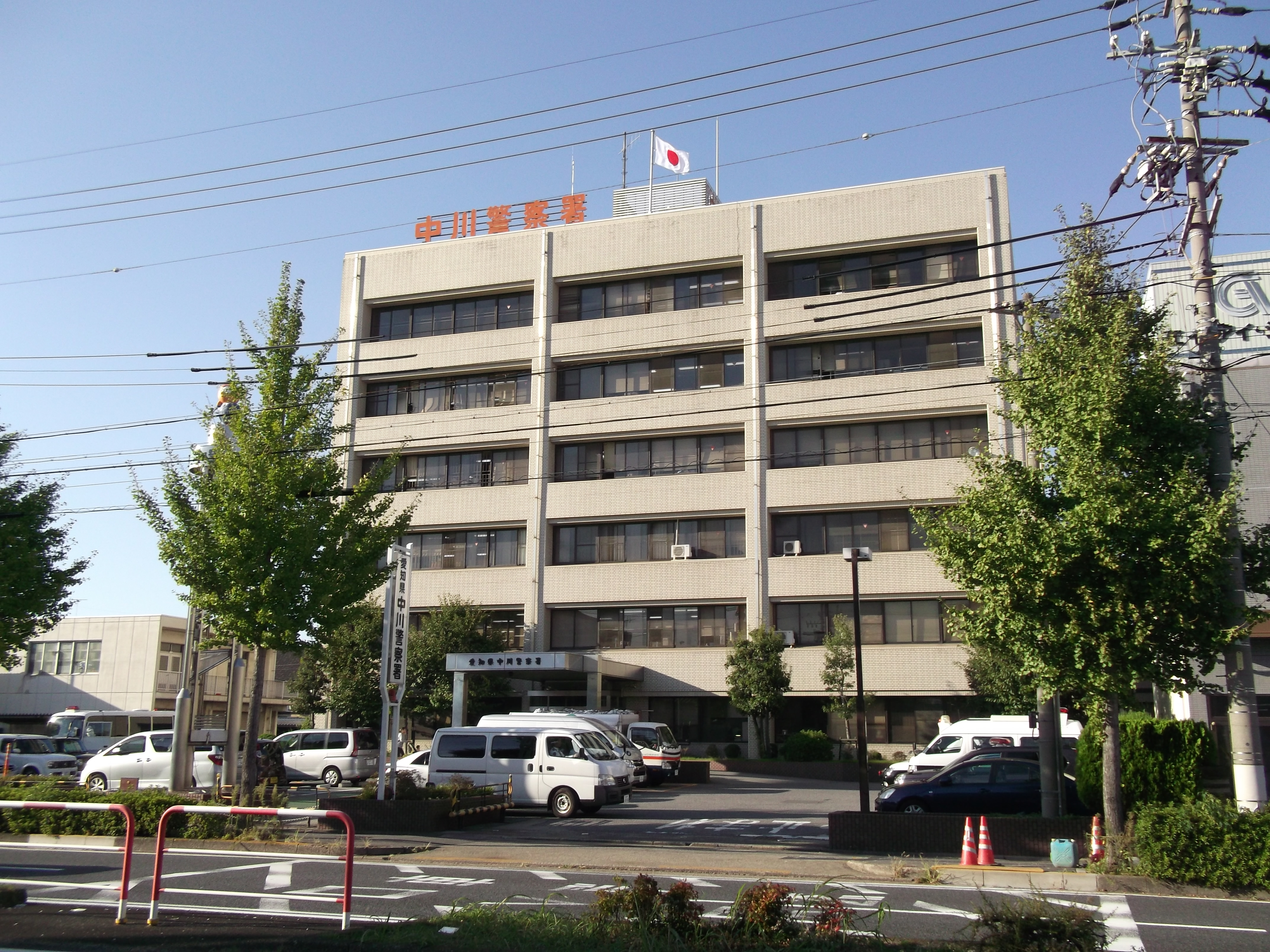
愛知県中川警察署
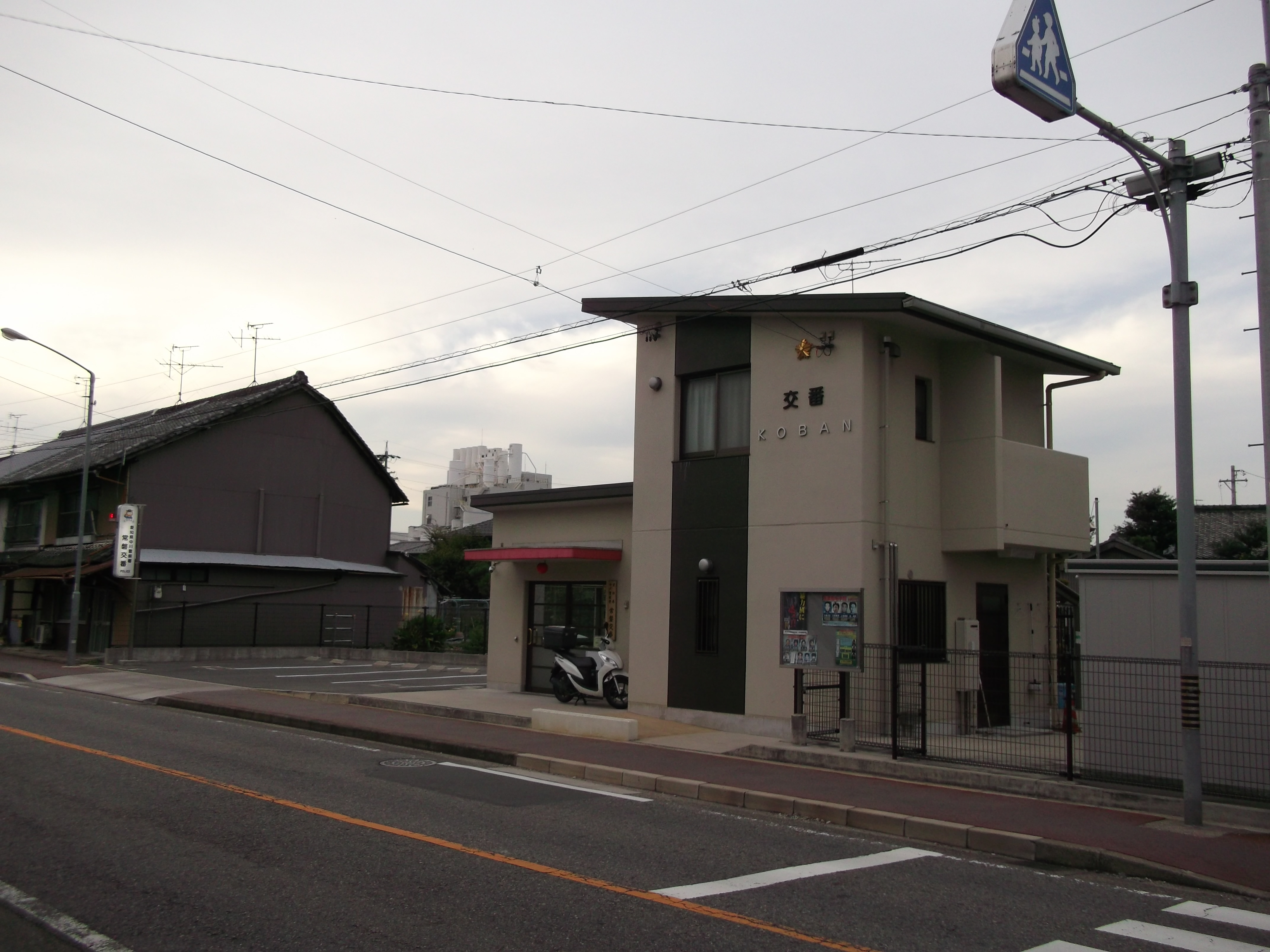
中川警察署常磐交番
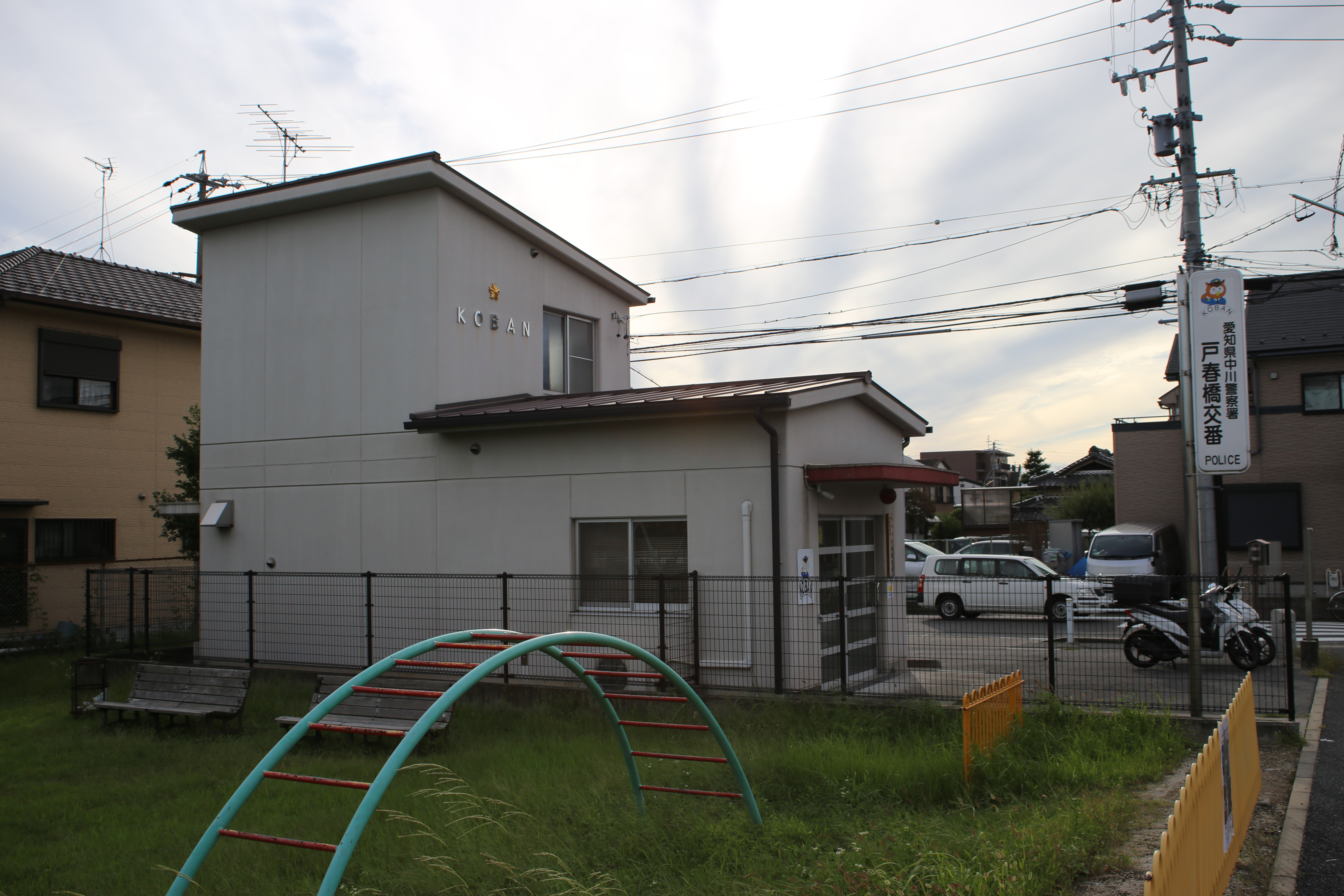
中川警察署戸春橋交番

交番
- 八熊交番（尾頭橋3丁目）
- 八幡交番（五女子2丁目）
- 昭和橋交番（福船町5丁目）
- 中島交番（中島新町2丁目）
- 下之一色交番（下之一色町）
- 豊治交番（かの里3丁目）
- 戸春橋交番（戸田1丁目）
- 富田交番（島井町）
- 伏屋交番（助光2丁目）
- 野田交番（野田2丁目）
- 常磐交番（長良町3丁目）
- 篠原交番（太平通4丁目）
- 荒子交番（中郷3丁目）

- 中川警察署
- 中川警察署常磐交番
- 中川警察署戸春橋交番

#### 消防
消防署
- 名古屋市中川消防署

出張所
- 日置出張所（福住町6-39）
- 尾頭橋出張所（尾頭橋1-1-41）
- 下之一色出張所（一色新町3-105）
- 富田出張所（東春田2-41）

#### 医療・福祉
主な病院
- 太平病院

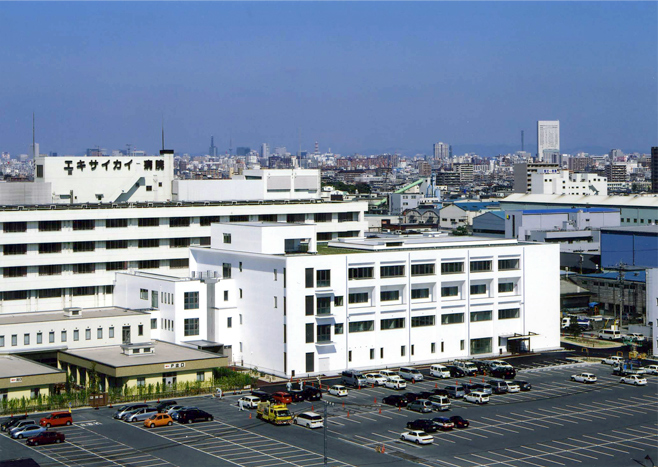
名古屋掖済会病院
- 名古屋共立病院
- 名古屋西病院
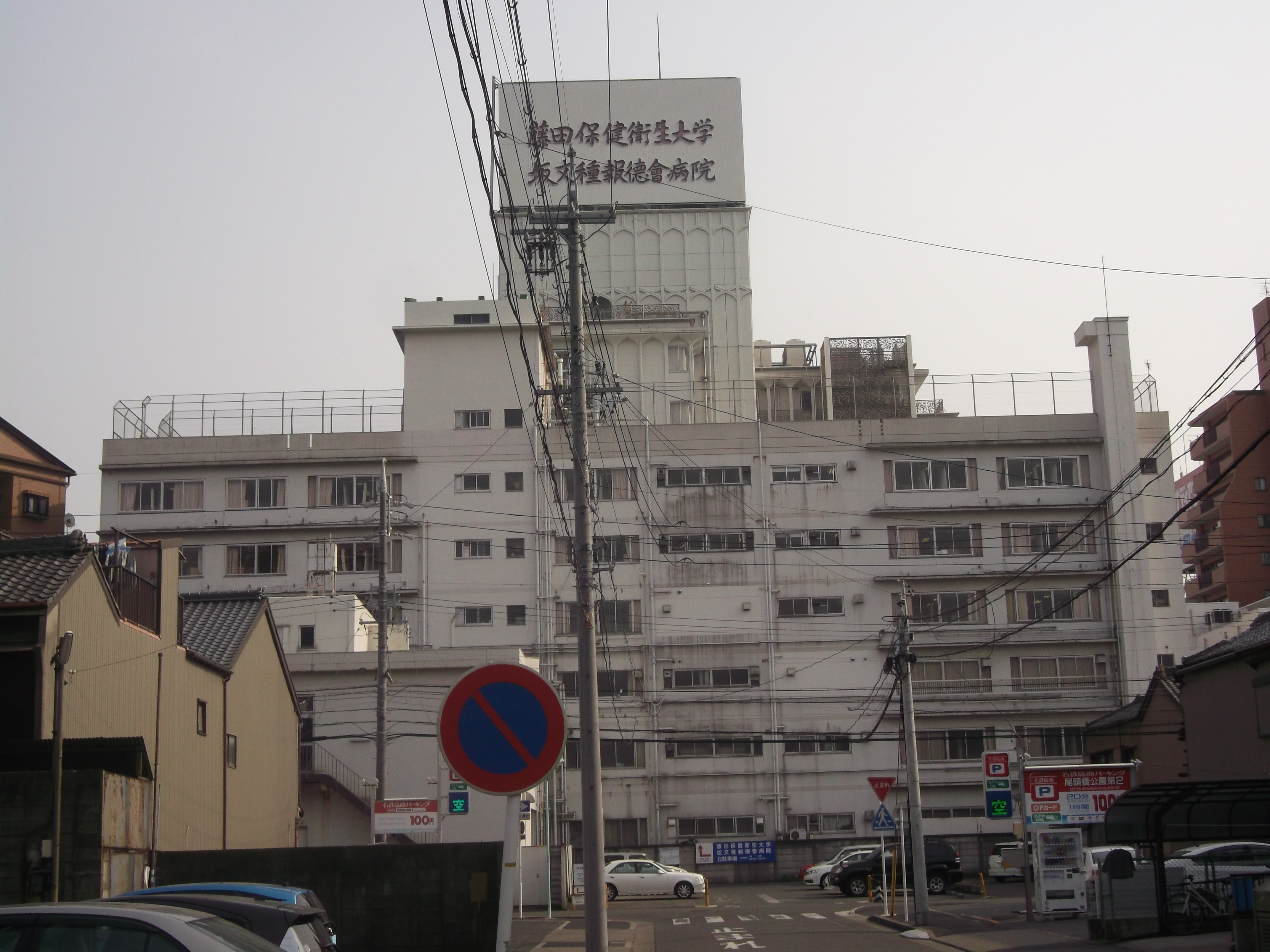
藤田医科大学ばんたね病院
- 松蔭病院
- 共愛病院

- 名古屋掖済会病院
- 藤田医科大学ばんたね病院

#### 郵便局
主な郵便局

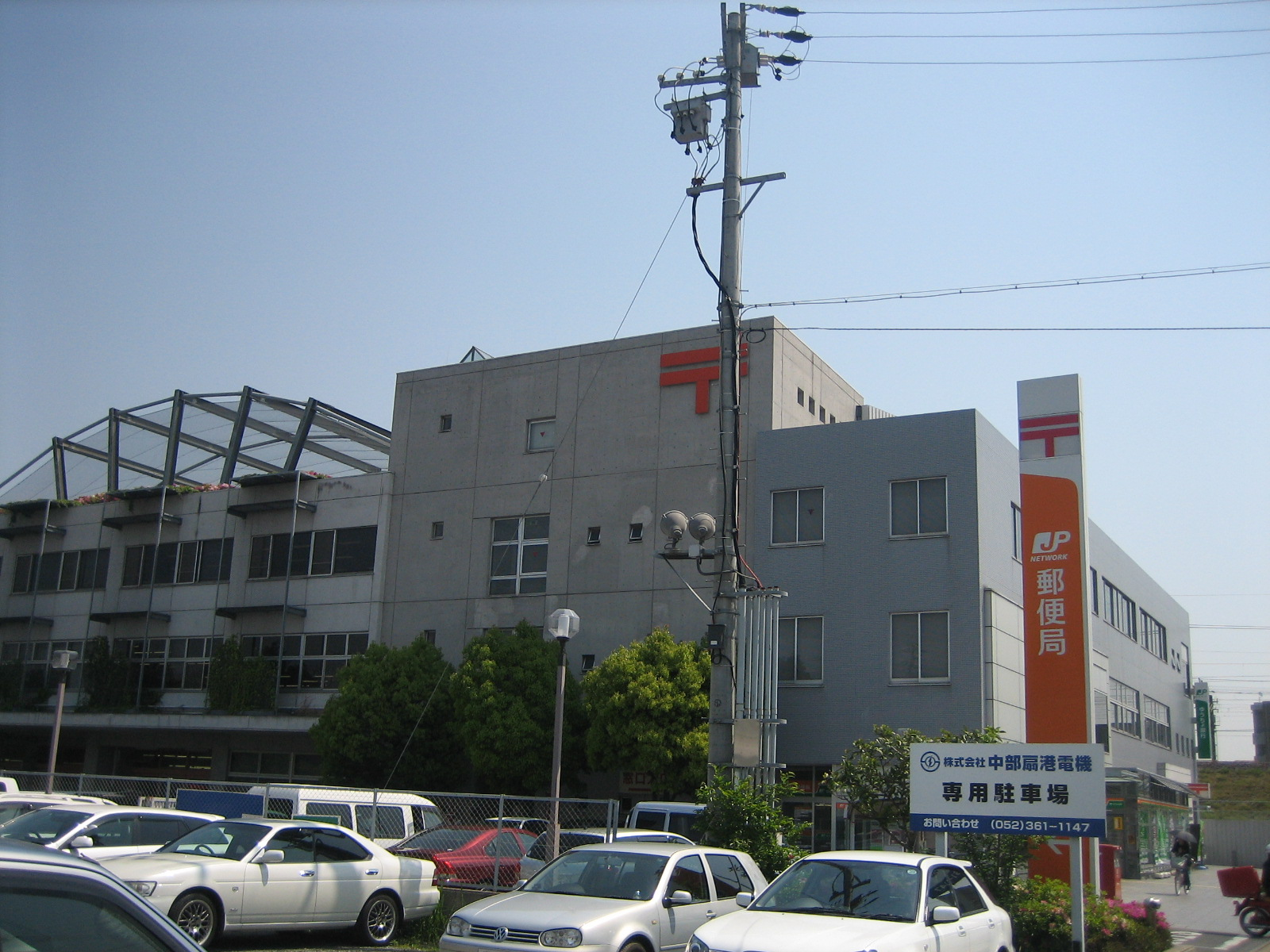
中川郵便局
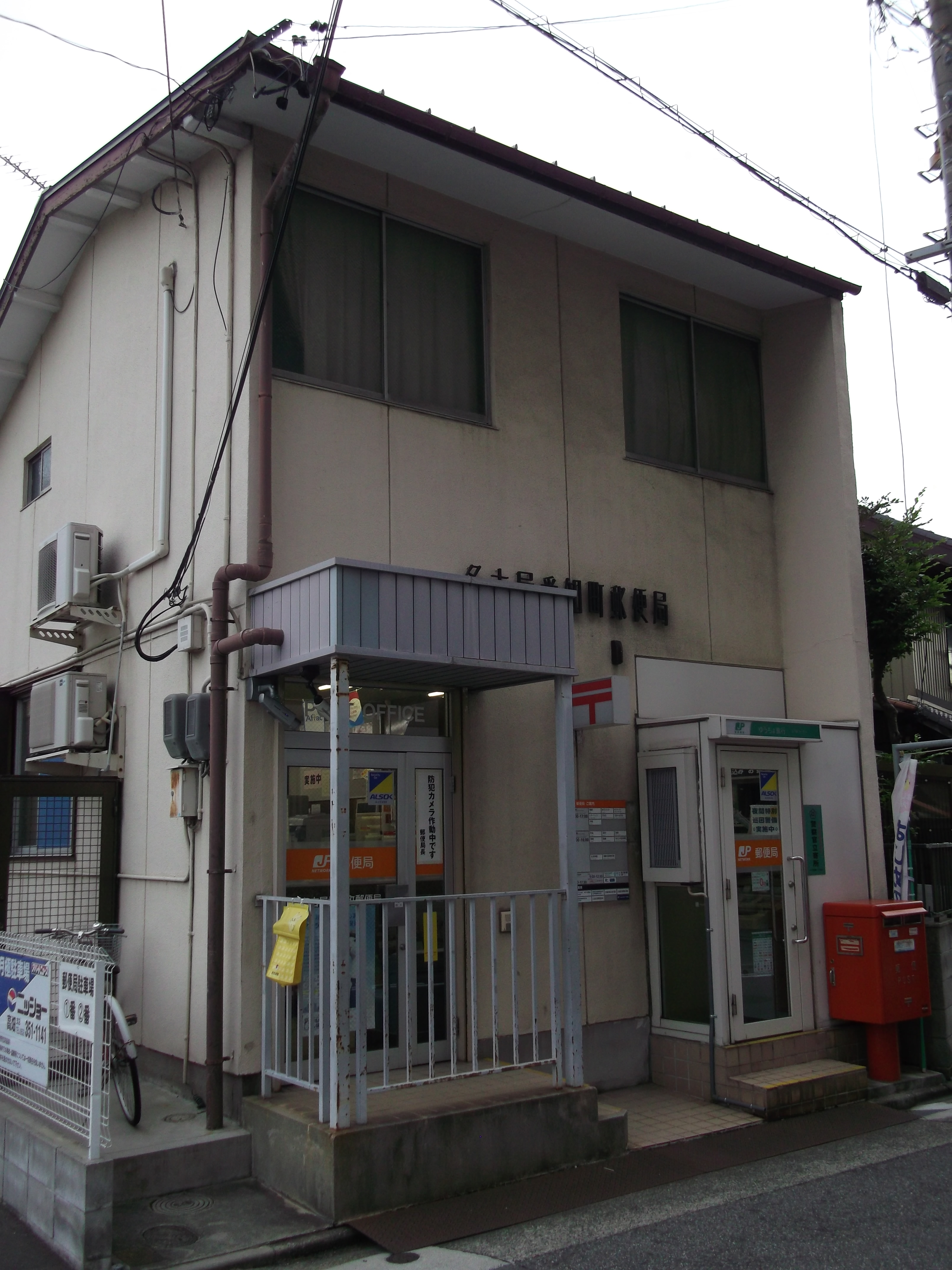
名古屋愛知町郵便局
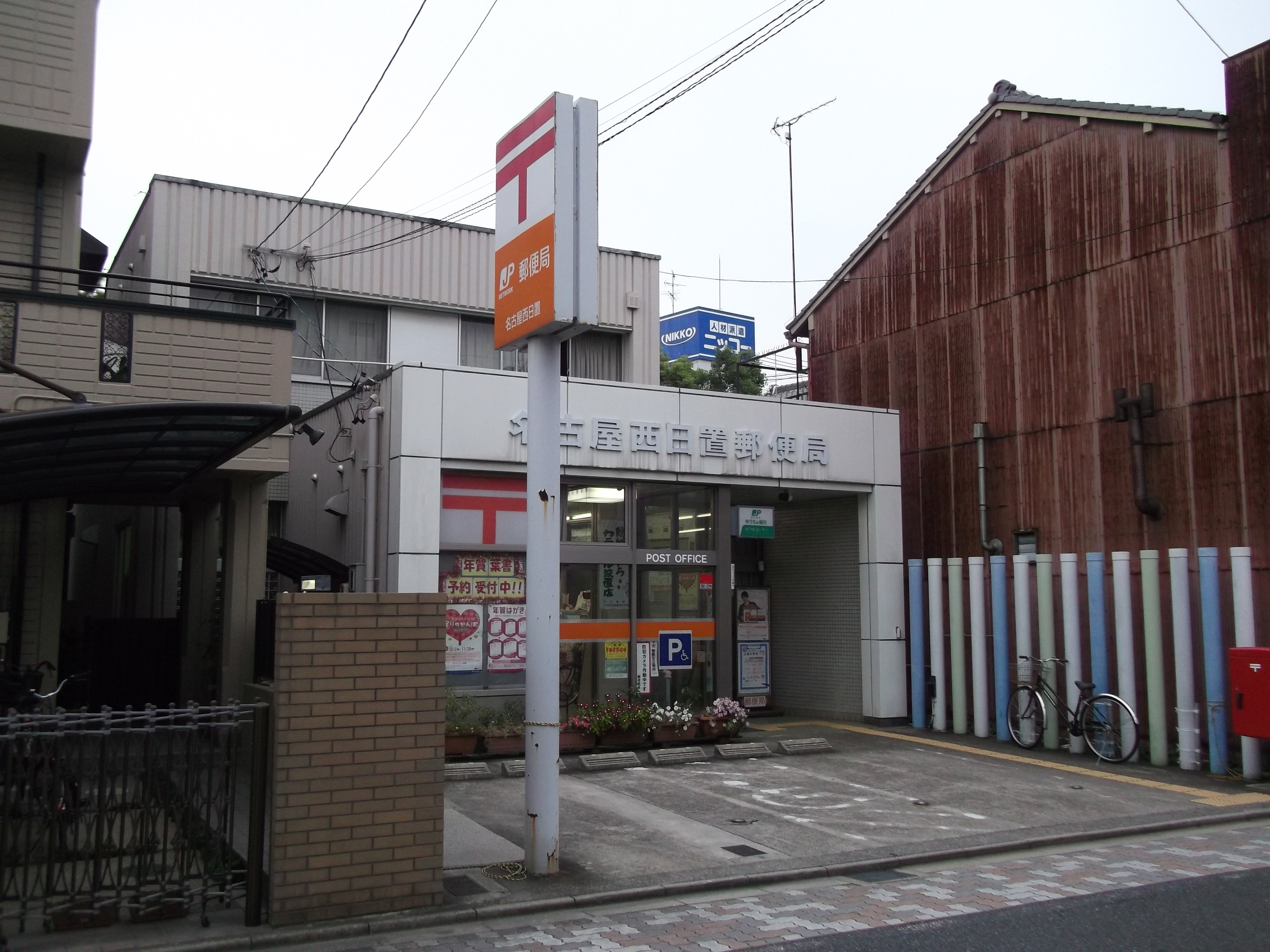
名古屋助光郵便局
- 名古屋千音寺郵便局
- 名古屋戸田郵便局
  - 名古屋戸田団地内郵便局
- 名古屋中郷郵便局
- 名古屋西日置郵便局
- 名古屋春田郵便局

- 中川郵便局
- 名古屋愛知町郵便局
- 名古屋西日置郵便局

#### 文化施設
図書館

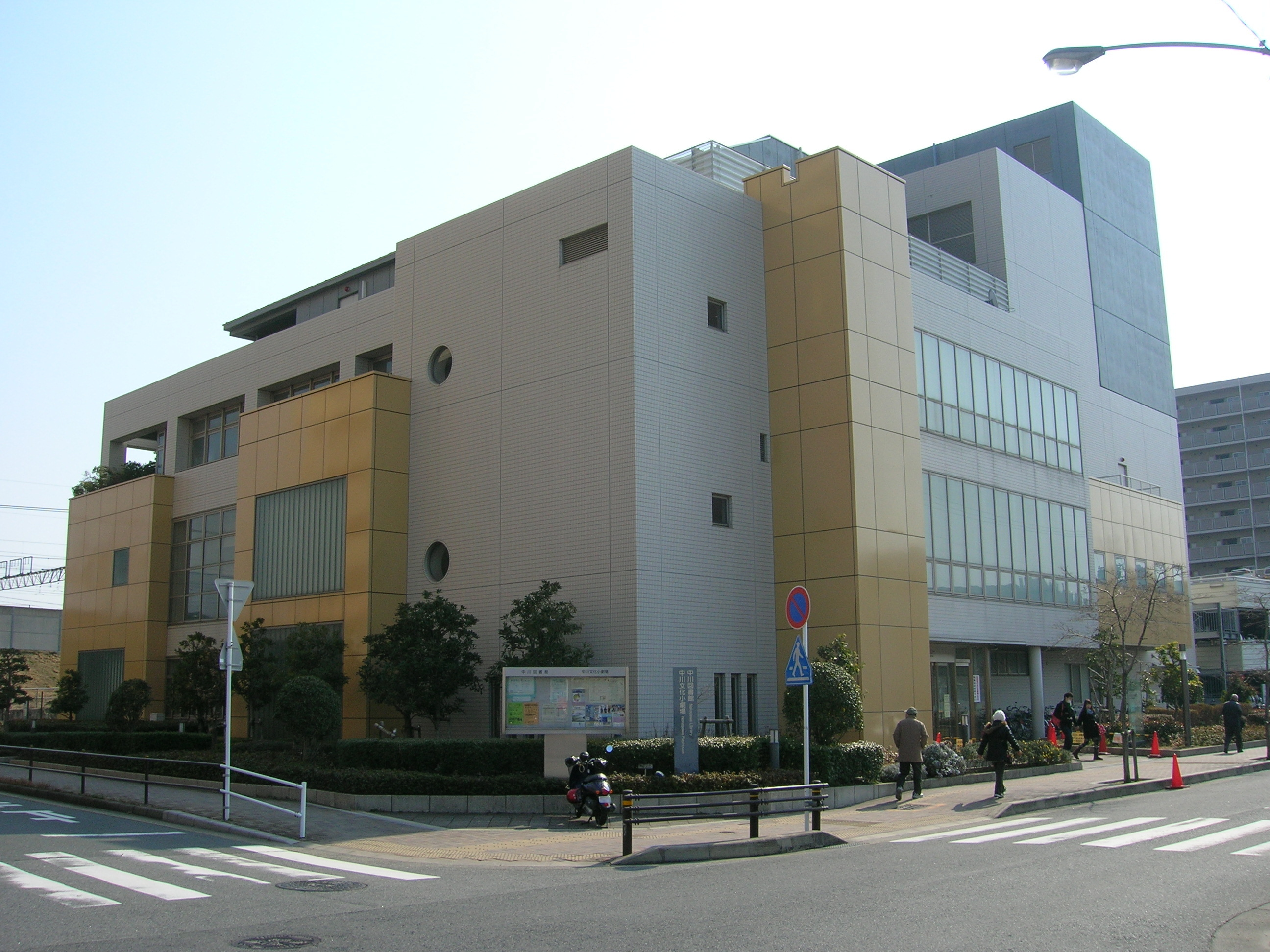
名古屋市図書館
  - 名古屋市中川図書館
  - 名古屋市富田図書館

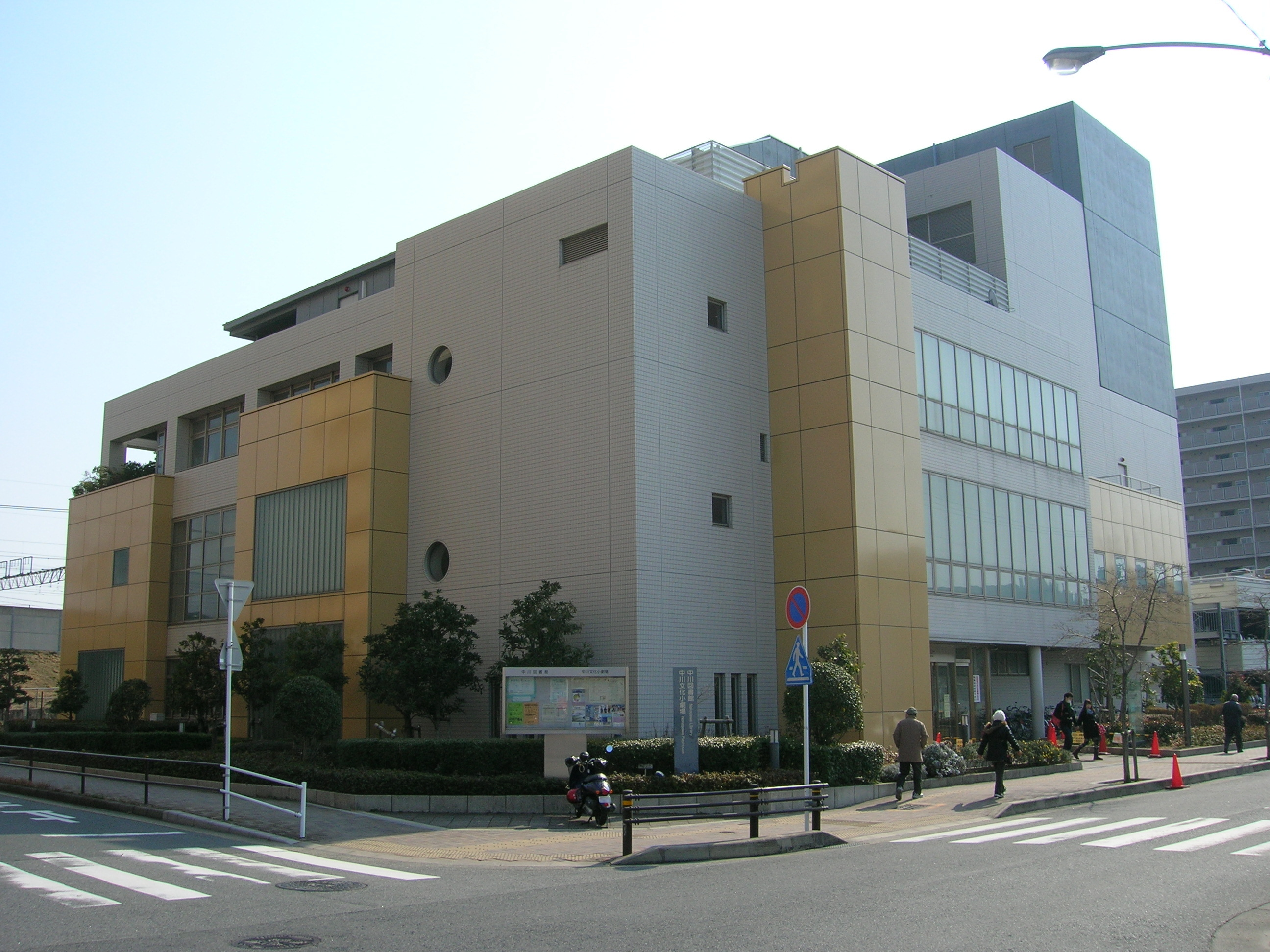
名古屋市中川図書館
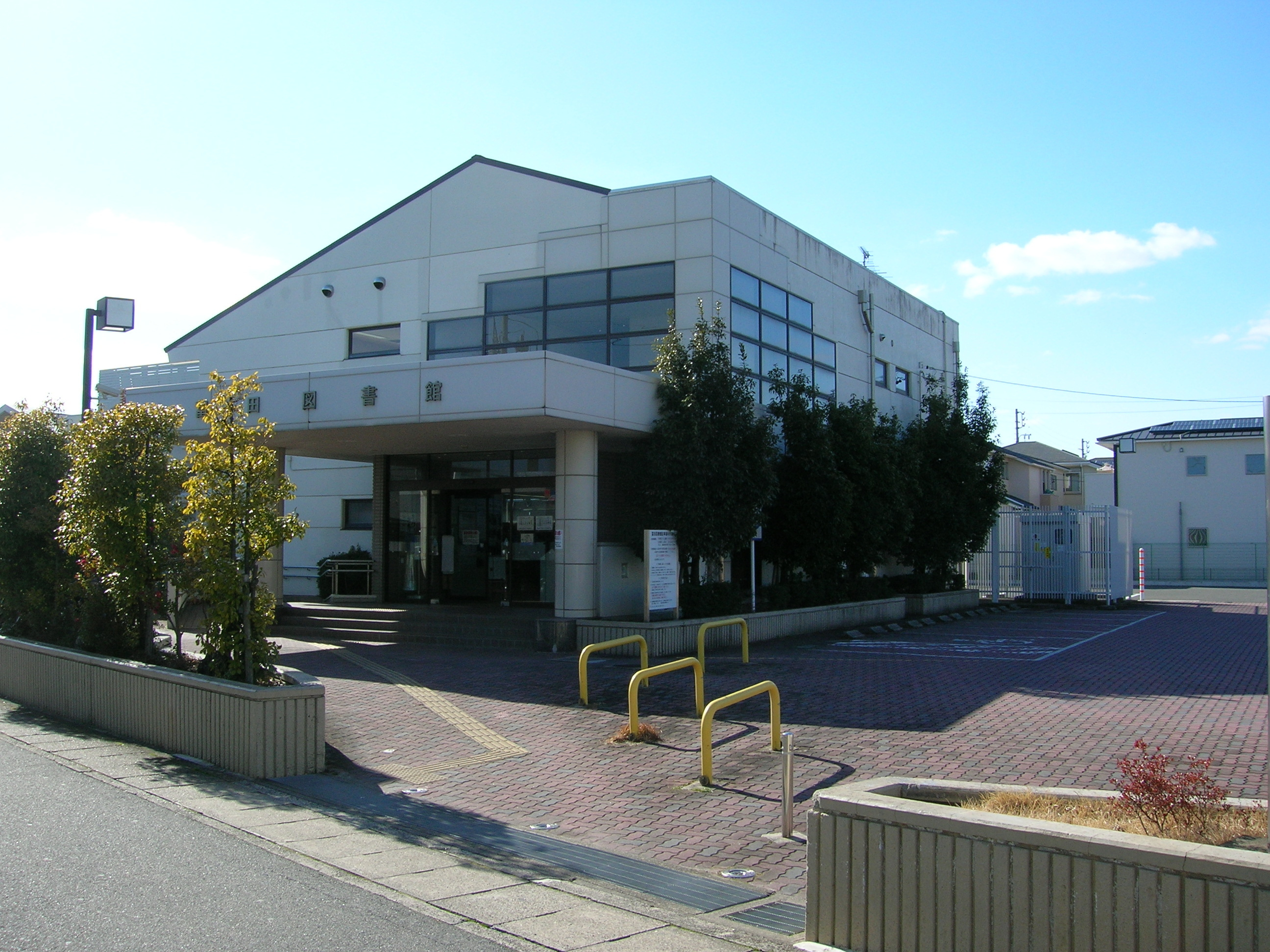
名古屋市富田図書館

劇場
- 名古屋市中川文化小劇場

- 名古屋市中川図書館

博物館・記念館
- 横井庄一記念館

#### 運動施設

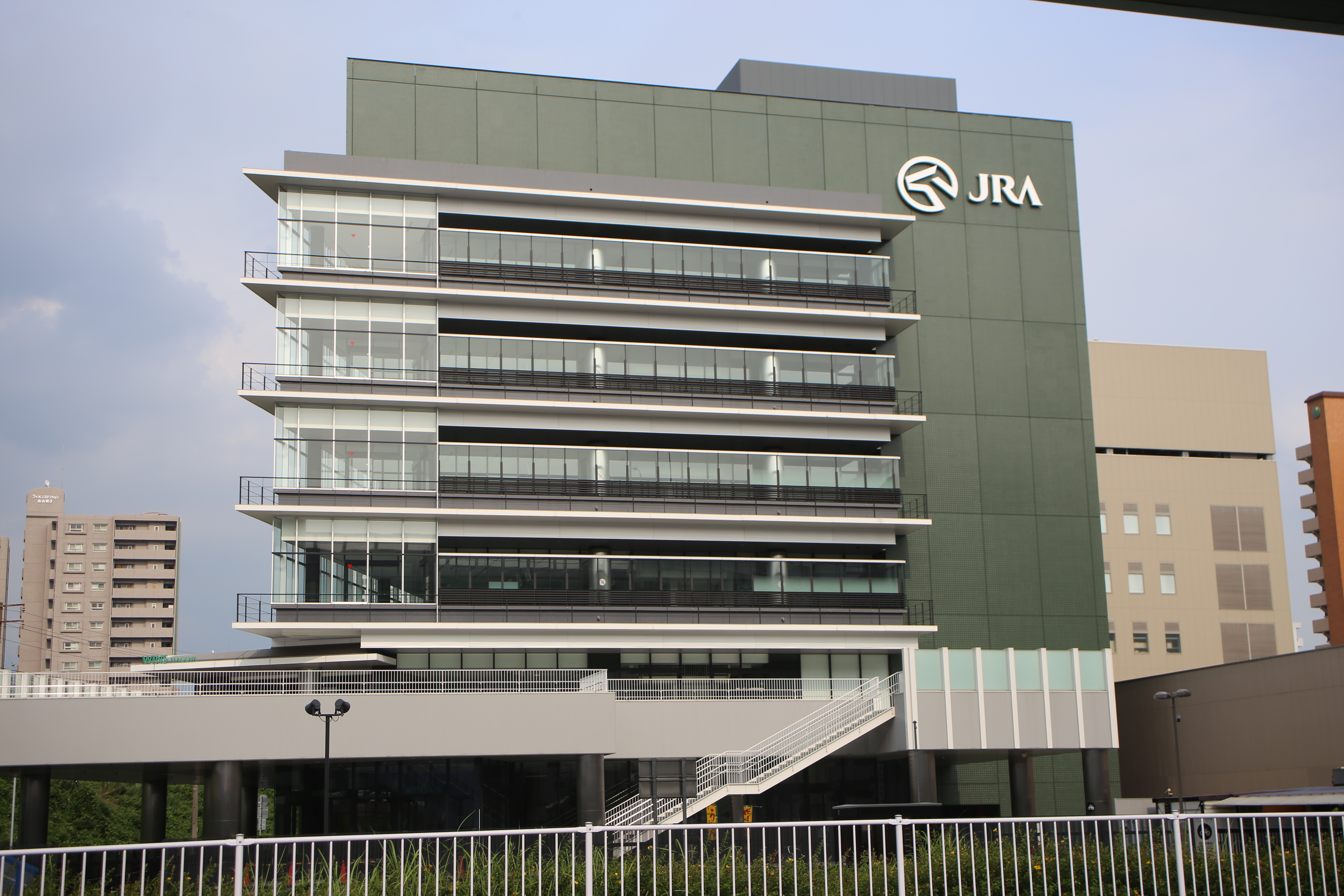
ウインズ名古屋
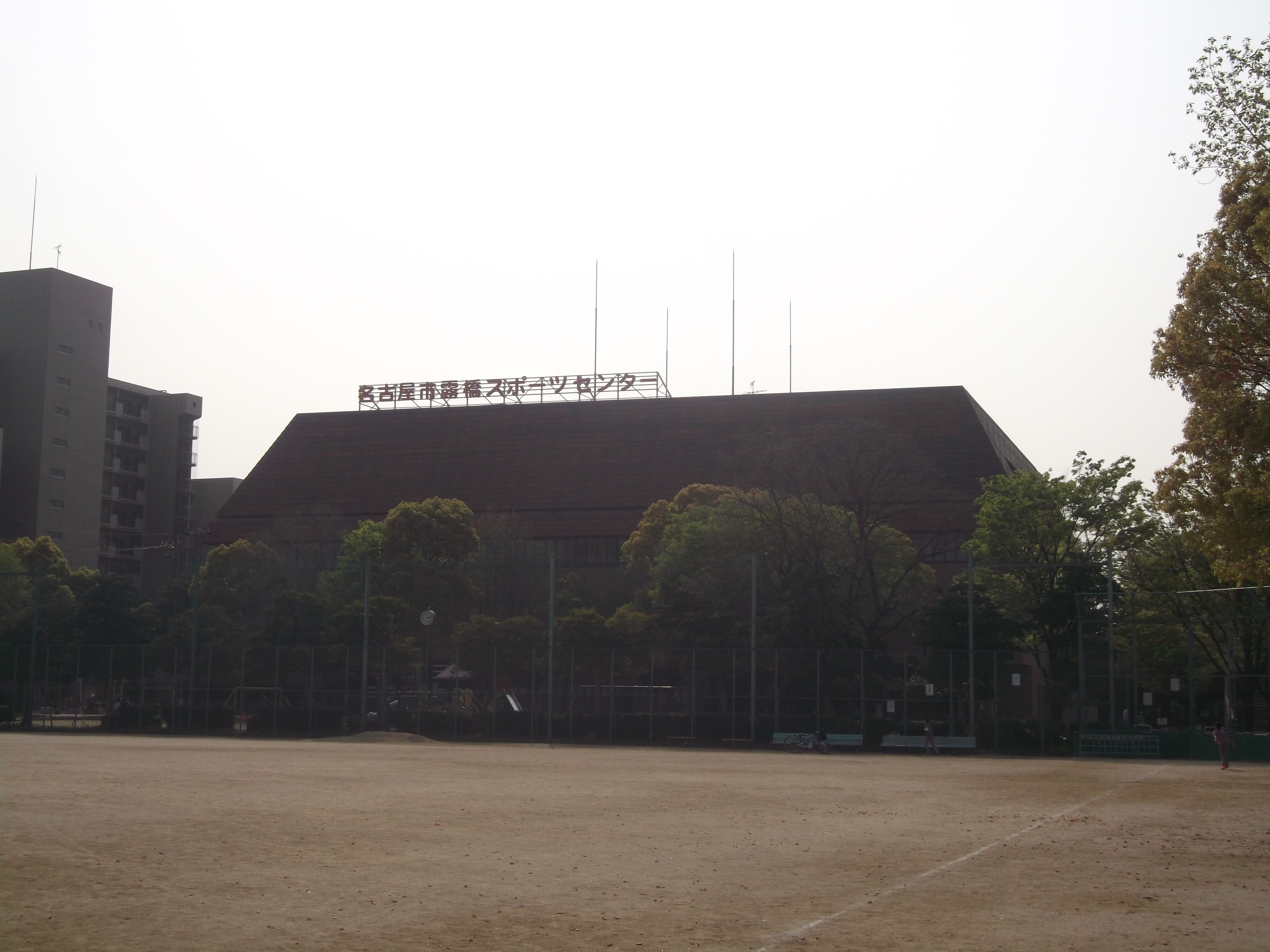
露橋スポーツセンター
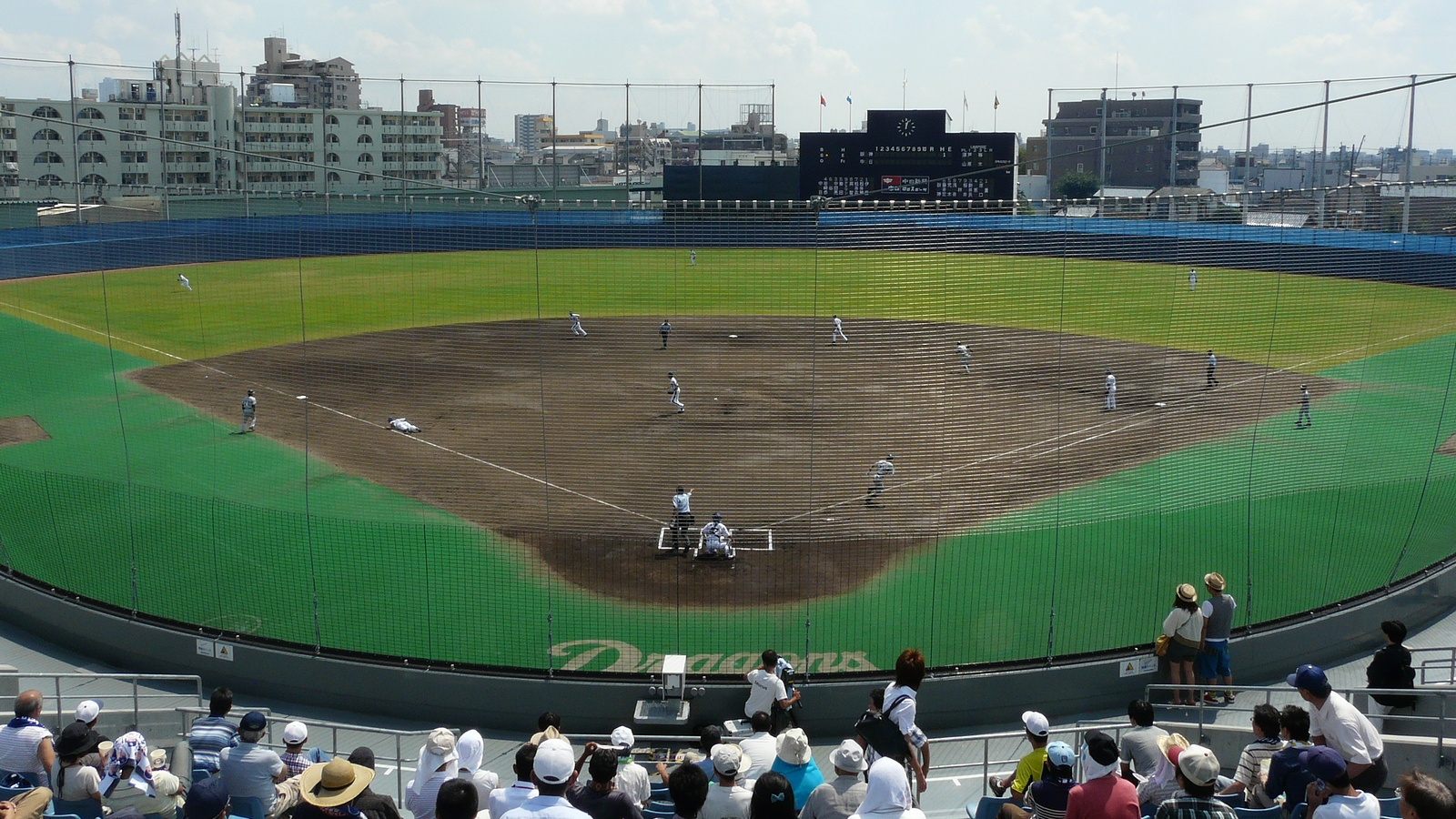
ナゴヤ球場

- ウインズ名古屋
- 露橋スポーツセンター
- ナゴヤ球場

## 対外関係

### 国際機関

#### 領事館
名誉領事館
- 在名古屋ニュージーランド王国名誉領事館
- 在名古屋モンゴル国名誉領事館

## 経済

荒子にある前田利家の騎馬像

### 第二次産業

#### 工業
- JR名古屋工場
- 日清製粉
- アルプススチール
- リンナイ
- 中部鋼鈑
- 中部経済新聞社本社工場（前並町）
- 新星工業

### 第三次産業

#### 商業
主な繁華街
- 荒子
- 尾頭橋
- 高畑
- 八田

主な商店街
- 尾頭橋商店街

主な商業施設
- アズパーク
- DCM中川富田店
- フィールスマイルプラザ
- 平和堂 豊成店
- ヤマナカ 新中島フランテ館
- ヨシヅヤ 太平通店
- ザ・チャレンジハウス太平通

主な娯楽施設
- 中川コロナワールド
- ラウンドワンスタジアム　中川1号線店
- ジョビアルパラッツォ（名鉄交通ビル）

### 本社を置く企業
上場企業
- 太洋基礎工業
- 中部鋼鈑
- 名古屋木材
- パブリック (企業)
- リンナイ

その他の主な企業
- アーク引越センター
- 馬印
- ジェイアール東海バス
- スーパージャンボ
- 中日本氷糖
- 引越社
- 名鉄交通

### 拠点を置く企業
- パイロットコーポレーション中京支社

## 情報・生活

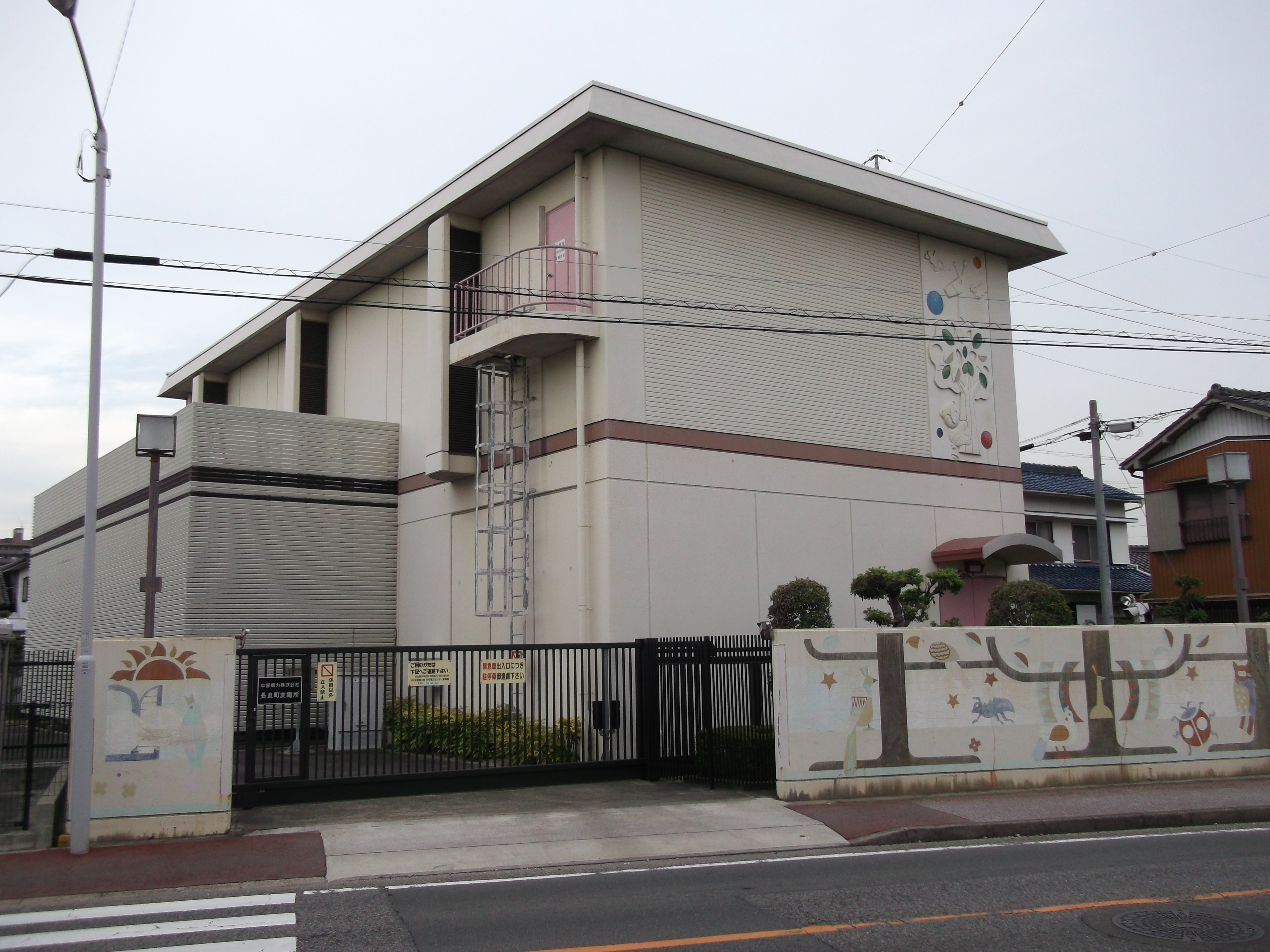
中部電力長良町変電所

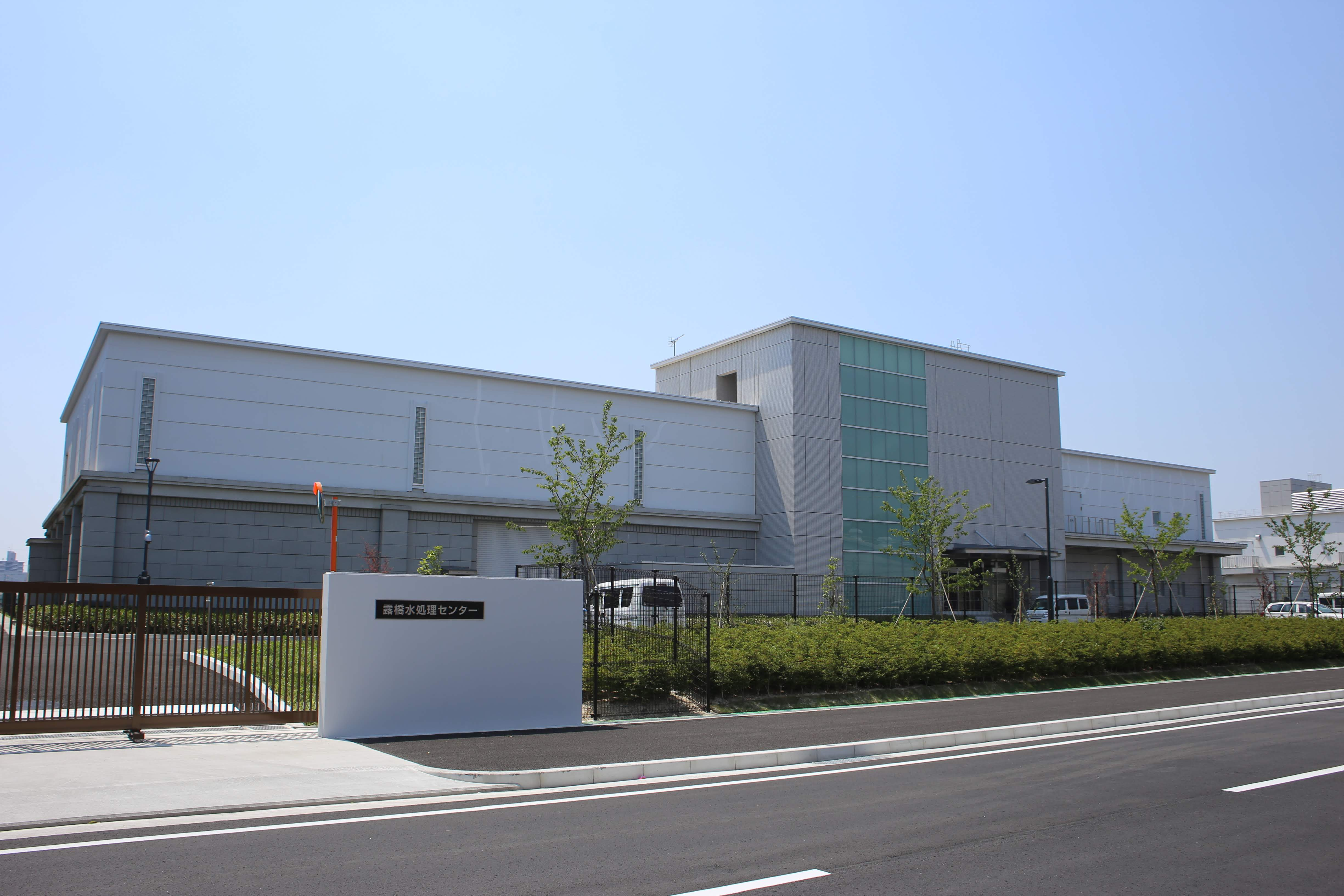
露橋水処理センター

### ライフライン

#### 電力
- 中部電力
  - 長良町変電所

#### ガス
- 東邦ガス

#### 上下水道
- 名古屋市上下水道局
  - 露橋水処理センター

#### 電信
- NTT西日本

#### 処理施設
- 名古屋市富田清掃工場

## 教育

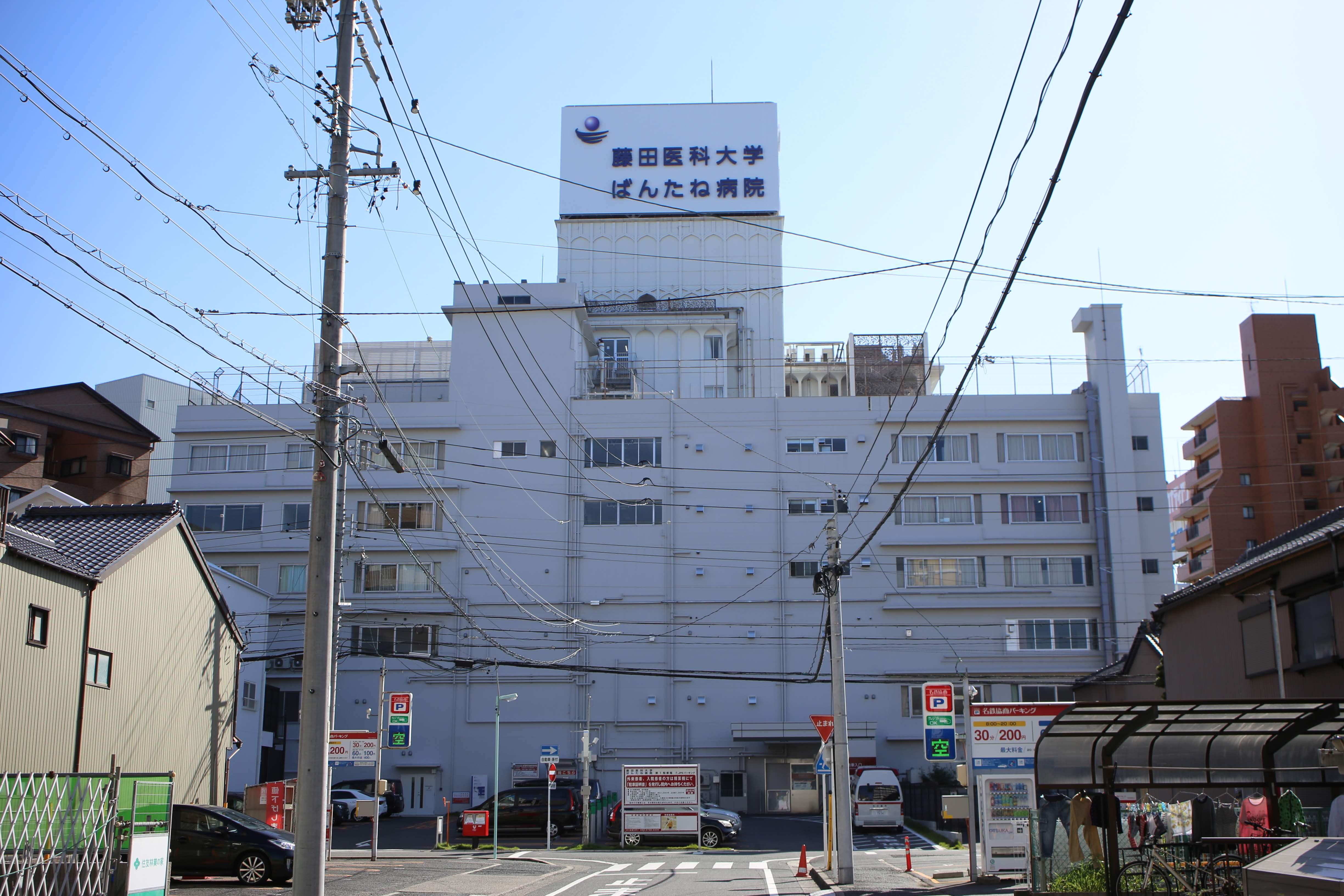
藤田医科大学 名古屋教育病院

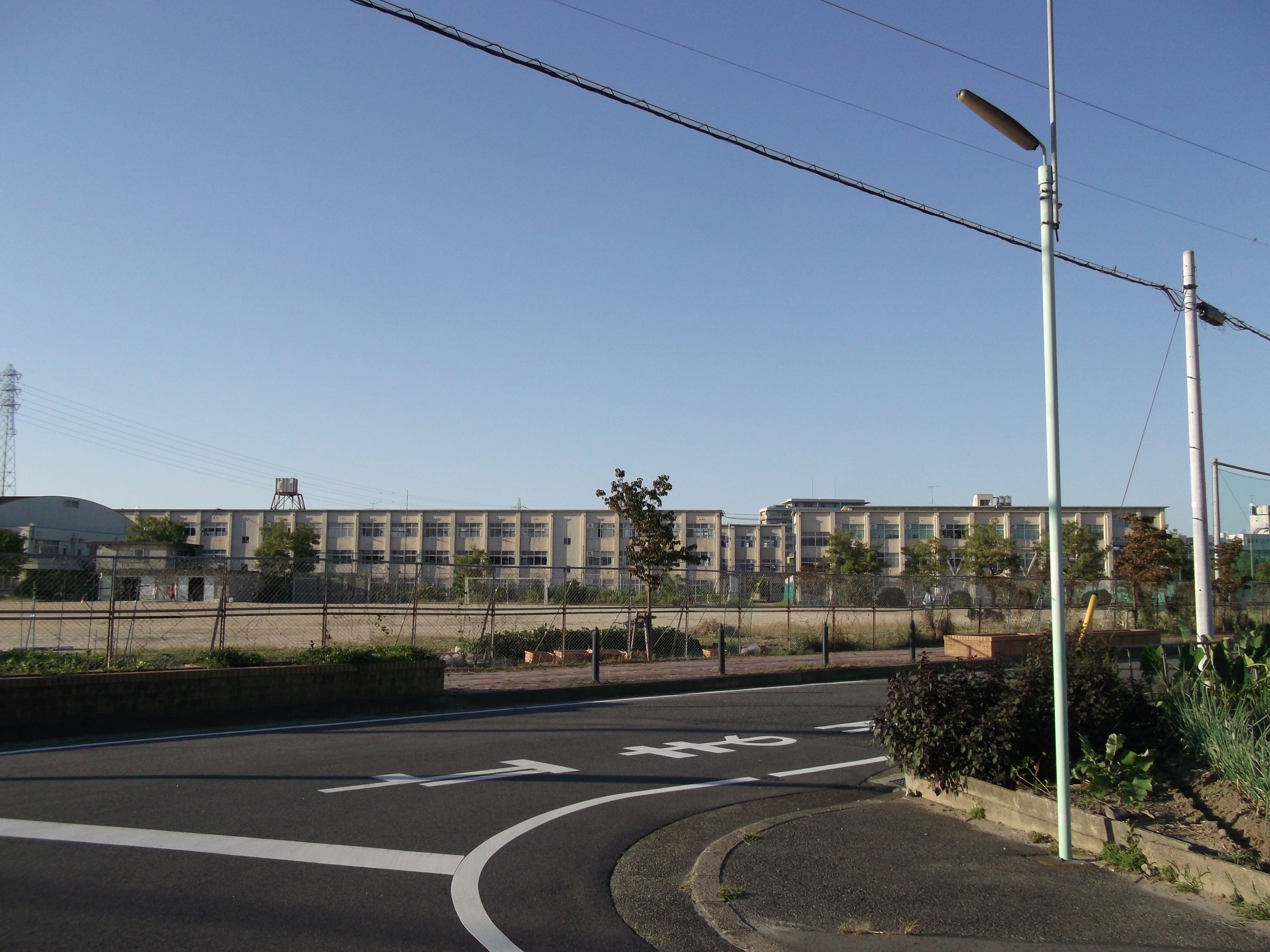
愛知県立中川商業高等学校

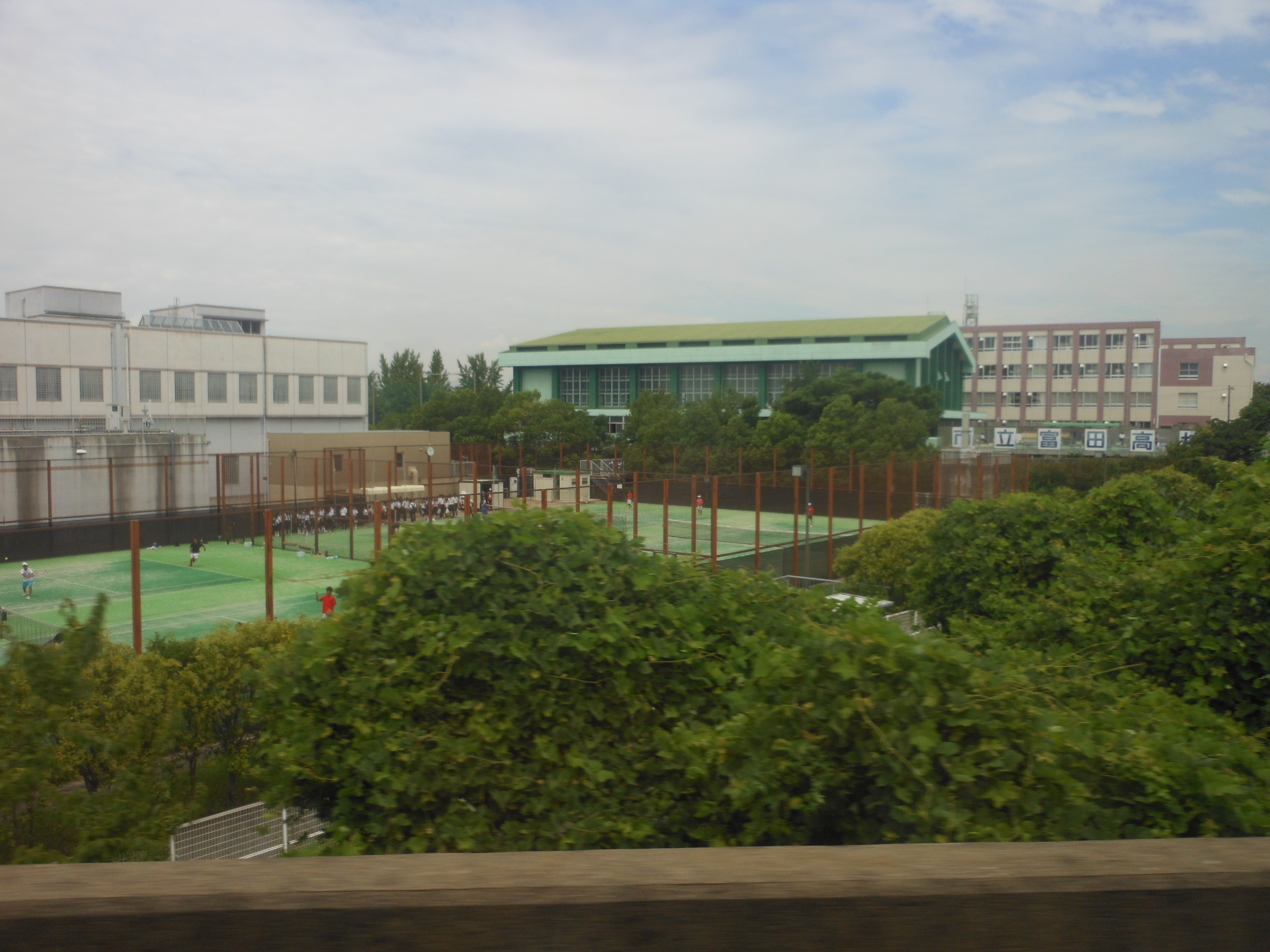
名古屋市立富田高等学校

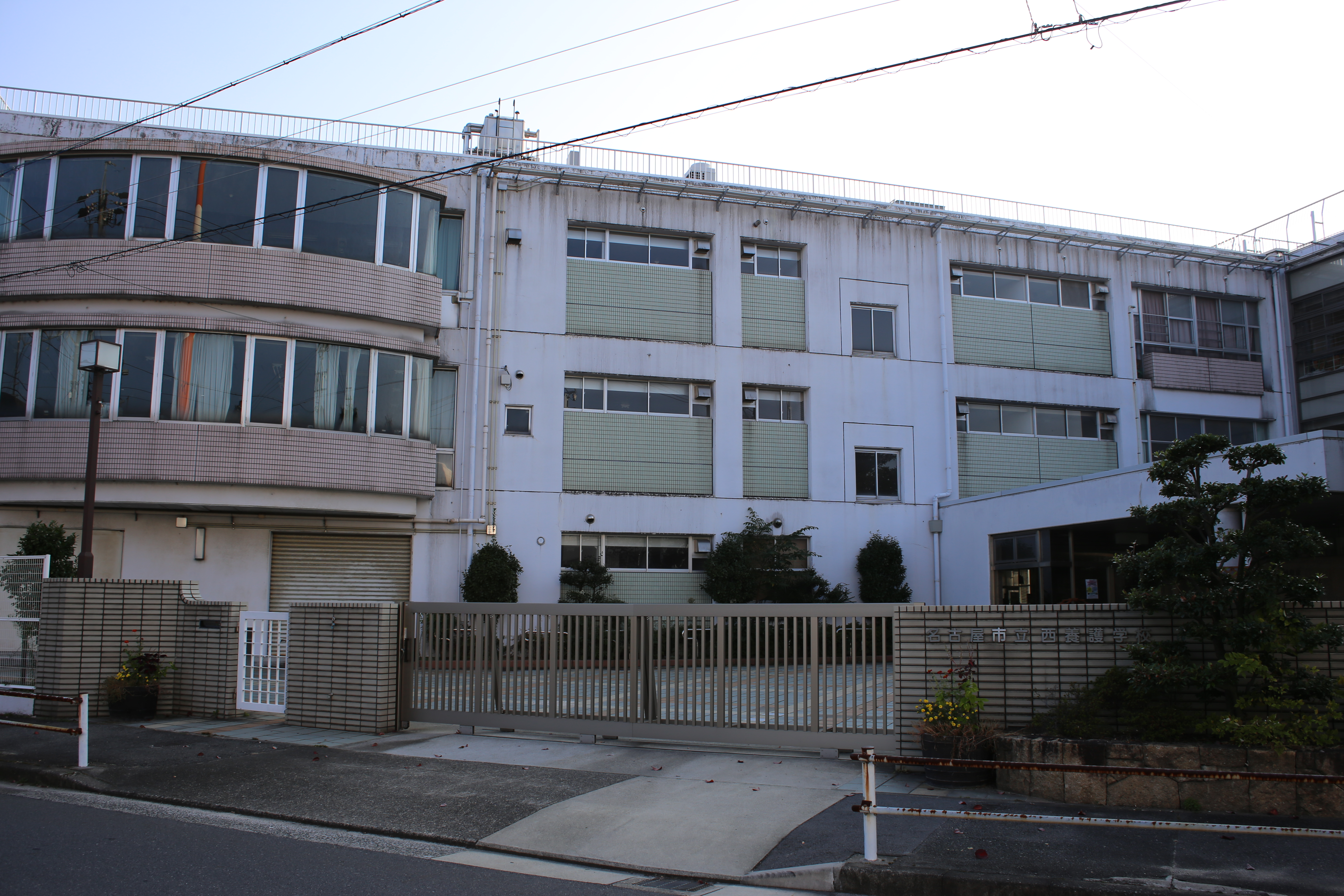
名古屋市立西養護学校

### 大学
中川区に大学は設置されていない。ちなみに、1950年10月、当時の名古屋ミシン工芸女学校を母体に翌年、文部省（当時に）名古屋服装短期大学の設置認可の申請を行っていたが不認可となり、設立を断念した。詳細は同記事を参照のこと。
私立
- 藤田医科大学 名古屋教育病院

### 専修学校
- えきさい看護専門学校
- まつかげ看護専門学校
- 名古屋鍼灸学校

### 高等学校
県立
- 愛知県立中川商業高等学校

市立
- 名古屋市立富田高等学校
- 名古屋市立工業高等学校

### 中学校
市立
- 名古屋市立一色中学校
- 名古屋市立一柳中学校
- 名古屋市立供米田中学校
- 名古屋市立山王中学校
- 名古屋市立昭和橋中学校
- 名古屋市立助光中学校
- 名古屋市立高杉中学校
- 名古屋市立富田中学校
- 名古屋市立長良中学校
- 名古屋市立はとり中学校
- 名古屋市立八幡中学校

### 小学校
市立
- 名古屋市立愛知小学校
- 名古屋市立赤星小学校
- 名古屋市立荒子小学校
- 名古屋市立篠原小学校
- 名古屋市立正色小学校
- 名古屋市立昭和橋小学校
- 名古屋市立千音寺小学校
- 名古屋市立玉川小学校
- 名古屋市立露橋小学校
- 名古屋市立常磐小学校
- 名古屋市立戸田小学校
- 名古屋市立豊治小学校
- 名古屋市立中島小学校
- 名古屋市立長須賀小学校
- 名古屋市立西中島小学校
- 名古屋市立西前田小学校
- 名古屋市立野田小学校
- 名古屋市立春田小学校
- 名古屋市立広見小学校
- 名古屋市立万場小学校
- 名古屋市立明正小学校
- 名古屋市立八熊小学校
- 名古屋市立八幡小学校

### 特別支援学校
市立
- 名古屋市立西特別支援学校

私立
- 見晴台学園

### 学会
- 日本意識障害学会

## 交通

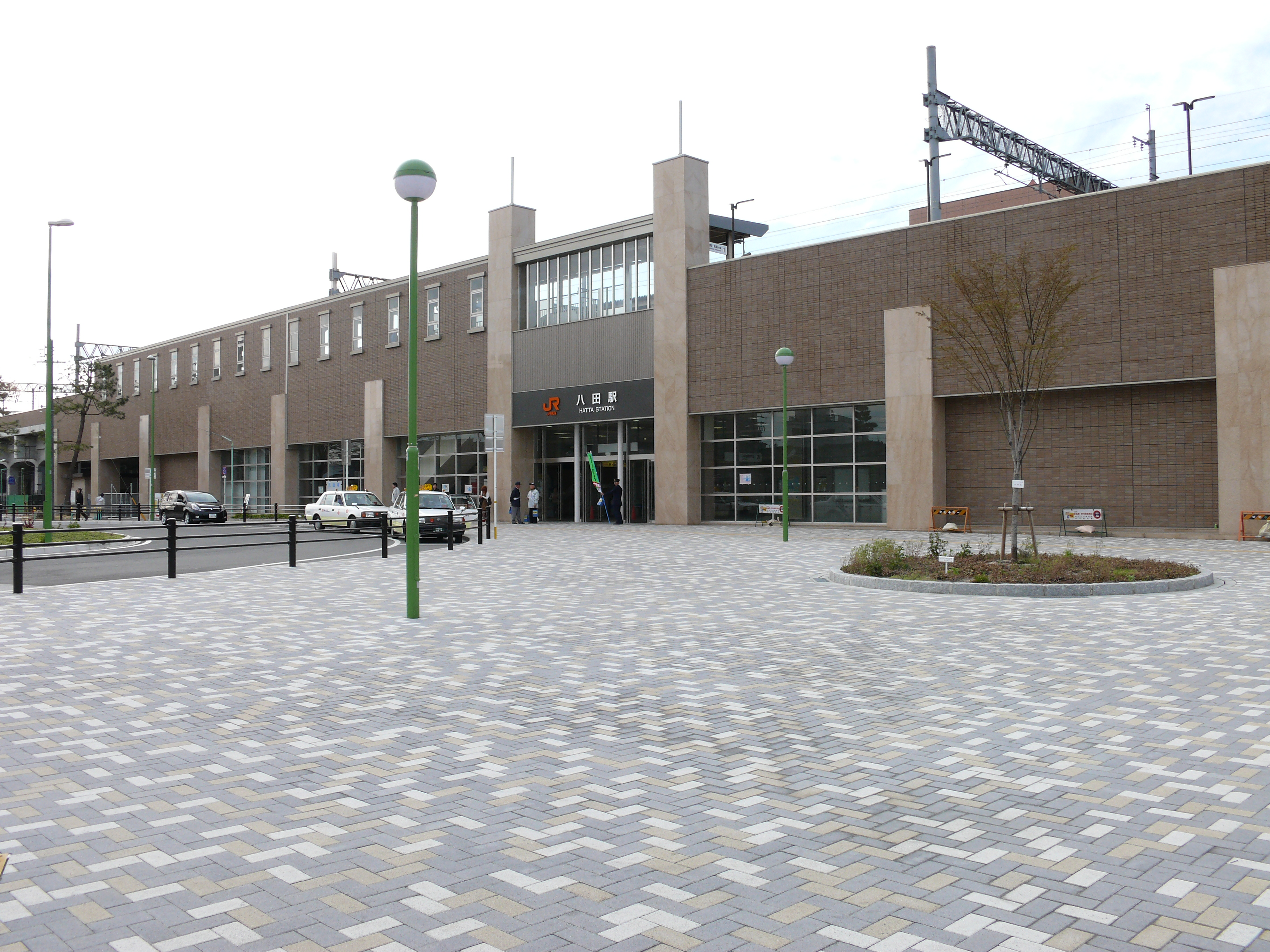
八田駅

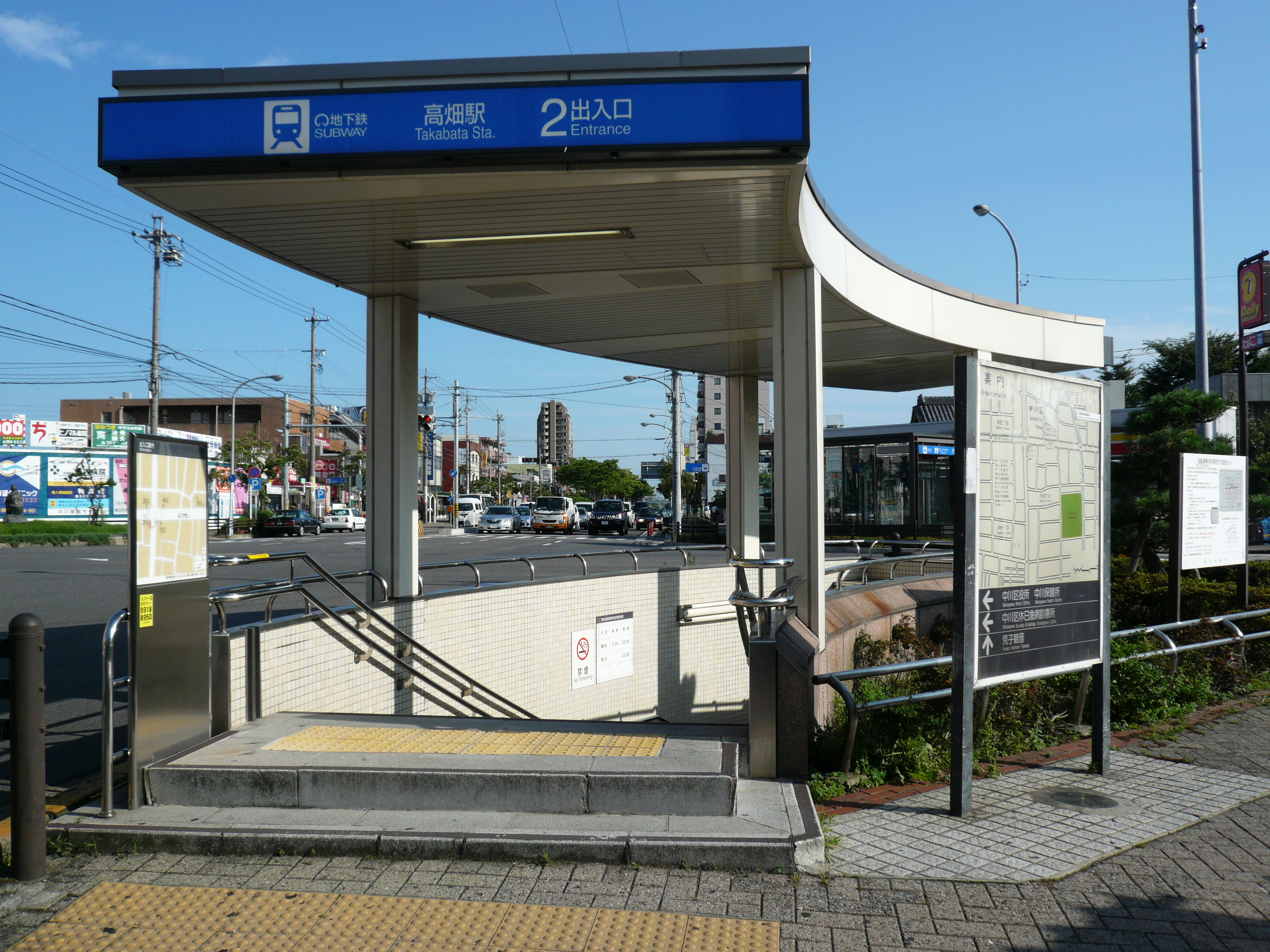
高畑駅出入口

### 鉄道

#### 鉄道路線
東海旅客鉄道（JR東海）
■ 東海道本線：（名古屋市中村区）- 尾頭橋駅 -（名古屋市中区）
■ 関西本線：（名古屋市中村区) - 春田駅 -（海部郡蟹江町）
※ 区内には中央本線も通るが、駅はない（尾頭橋駅には中央本線のホームはなく、停車しない）。最寄りは金山駅（金山総合駅）。
名古屋鉄道（名鉄）
■ 名古屋本線：（名古屋市中村区）- 山王駅 -（名古屋市熱田区）
近畿日本鉄道（近鉄）
■ 名古屋線：（中村区）- 近鉄八田駅 - 伏屋駅 - 戸田駅 -（海部郡蟹江町）
名古屋臨海高速鉄道
■西名古屋港線（あおなみ線）：（名古屋市中村区）- 小本駅 - 荒子駅 -（名古屋貨物ターミナル駅）- 南荒子駅 - 中島駅 -（名古屋市港区）
※ このほか、金山駅（金山総合駅）も区境に近い。
※ 区役所は地下鉄高畑駅とあおなみ線荒子駅の中間あたりに位置する。

#### 地下鉄
名古屋市交通局（名古屋市営地下鉄）
■ 東山線：高畑駅 - 八田駅
※ 東山線の車庫が高畑に存在する。
※ 地下鉄東山線の八田駅は中川区にあるが、JR八田駅と近鉄八田駅は区境付近の中村区にある。
※ 区の東部の柳川町に名港線が約100m通っているが、駅はない。この付近の最寄り駅は金山駅・日比野駅。
※ また同じ地下鉄名港線の六番町駅も熱田区にあるものの、区境に近い。

#### 廃止された鉄道路線
日本貨物鉄道（JR貨物）
■名古屋港線：（名古屋市中村区）-（山王信号場）- ナゴヤ球場正門前駅（廃止）-（八幡信号場）-（名古屋市港区）

### バス

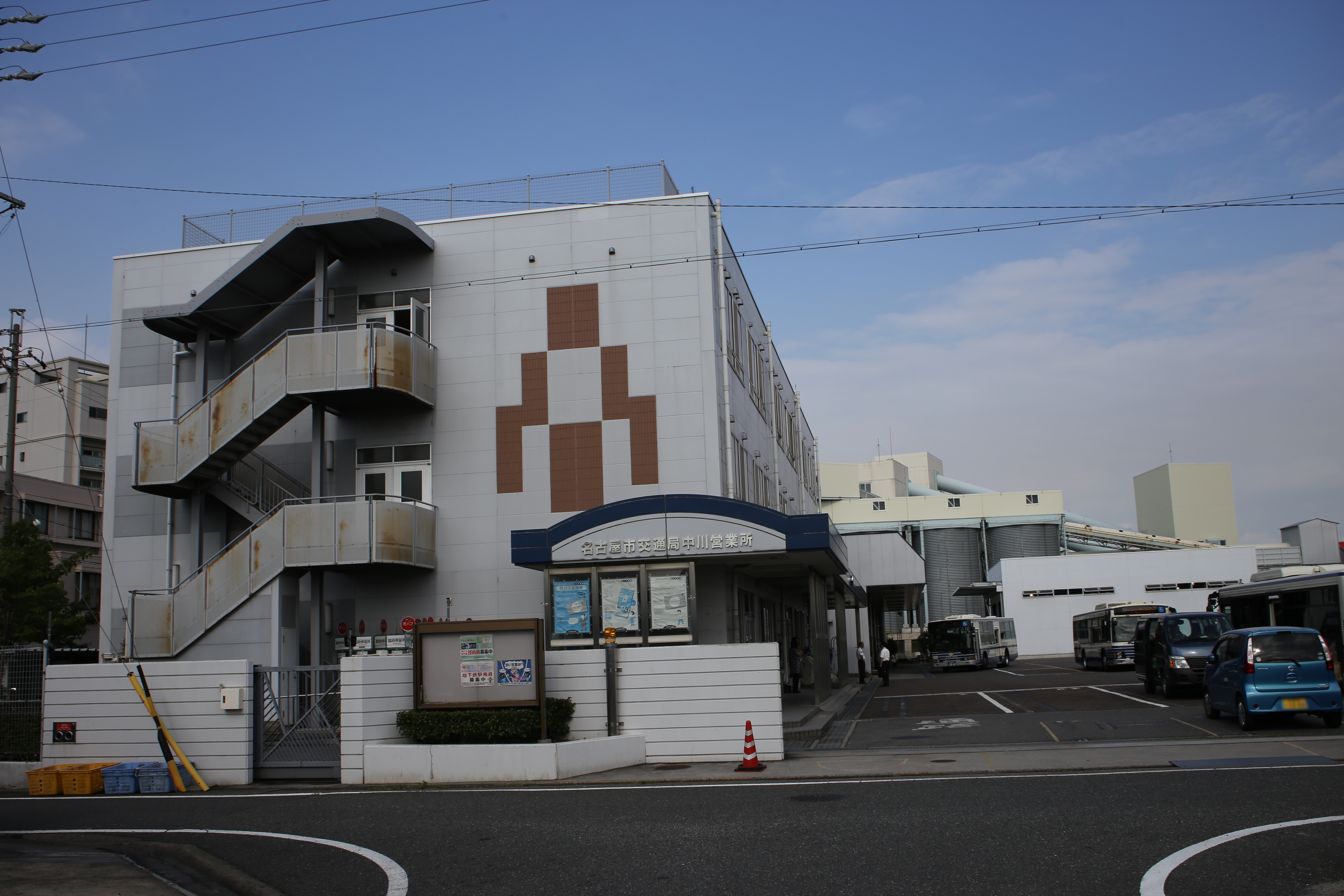
名古屋市営バス中川営業所

名古屋市営バスの路線が区内全域に運行されており、区内南部の国道1号沿いに名古屋市営バス中川営業所が所在する。そのほか、区内北東部・北西部に名鉄バスセンターと津島市方面を結ぶ名鉄バスの路線が、区内東部（江川線）と南部（国道1号など）に名阪近鉄バス名古屋営業所などの三重交通の路線がある。
またジェイアール東海バスの本社・名古屋支店が小本三丁目（あおなみ線沿い）にある。始発・終着地点（主に名古屋駅周辺）との回送で、共同運行会社を含めた多くの高速バス車両が区内を走行する姿が見られる。

#### 路線バス
- 名古屋市営バス

#### 営業所
- 名古屋市営バス中川営業所
- 名鉄バス名古屋中央営業所
- 名阪近鉄バス名古屋営業所
- ジェイアール東海バス名古屋支店

#### バスターミナル
- 高畑バスターミナル

#### 交通広場
- 八田交通広場
- 春田交通広場

### 道路

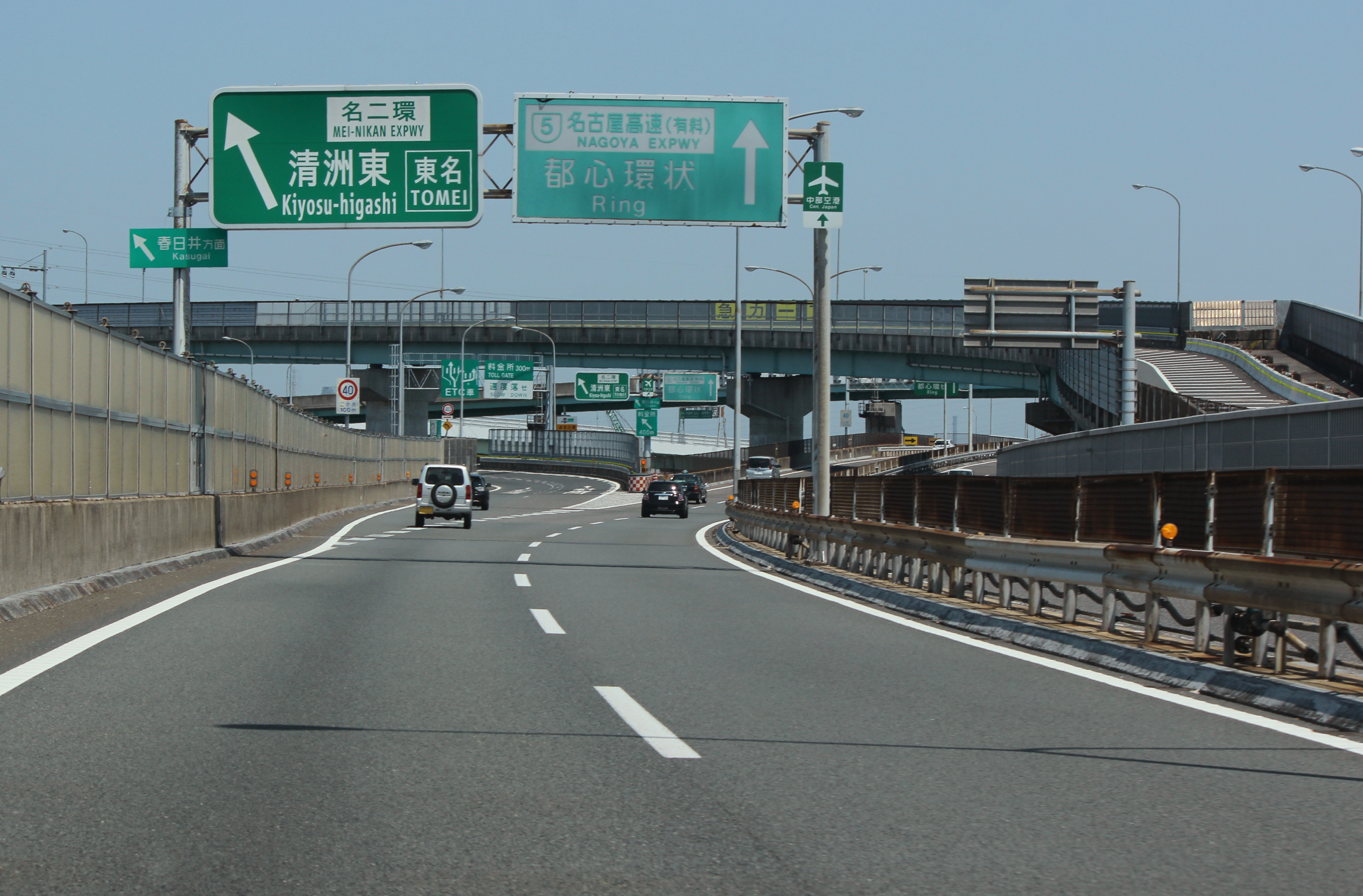
名古屋西JCT

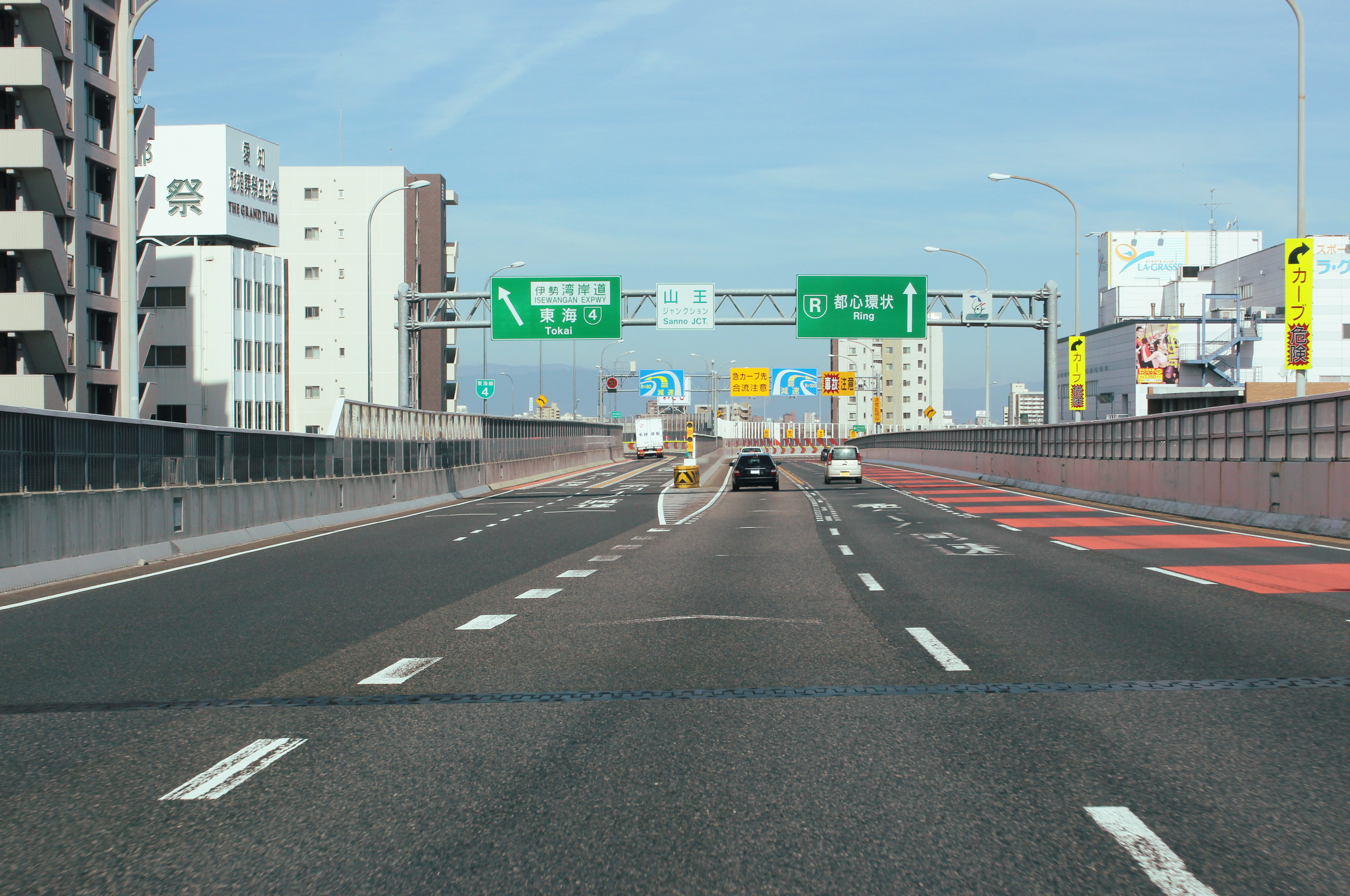
山王JCT

#### 高速道路
中日本高速道路（NEXCO中日本）
- 名古屋第二環状自動車道:（海部郡大治町） -（22）大治南IC - （海部郡大治町） - （23）名古屋西JCT - (24) 千音寺南IC - (25) 富田IC
- 東名阪自動車道：（23）名古屋西JCT - （24）名古屋西IC/TB - （あま市）

名古屋高速道路
- 5号万場線：（名古屋市中村区） - （501/511）黄金出入口 - （名古屋市中村区） - （TB）千音寺TB - （503/513）千音寺出入口 - 名古屋西JCT
- 都心環状線：（名古屋市中区） - 山王JCT - （名古屋市中村区）
- 4号東海線：山王JCT - （401）山王入口 - （411）尾頭橋出口 - （名古屋市熱田区）

#### 国道
一般国道
- 国道1号
- 国道302号（名古屋環状2号線）

#### 県道
主要地方道・主な市道
- 愛知県道29号弥富名古屋線（八熊通）
- 愛知県道40号名古屋蟹江弥富線
- 愛知県道59号名古屋中環状線

一般県道
- 愛知県道106号鳥ヶ地名古屋線
- 愛知県道107号中川中村線（八熊通の一部・江川線の一部が重複）
- 愛知県道115号津島七宝名古屋線（一部環状線重複）
- 愛知県道117号西条中川線
- 愛知県道190号名古屋一宮線
- 愛知県道227号港中川線
- 愛知県道228号下之一色港南陽線
- 愛知県道229号八田停車場線
- 愛知県道456号高速名古屋新宝線（名古屋高速4号東海線）

#### 市道
主な市道
- 名古屋市道名古屋環状線（環状線）
- 名古屋市道山王線（名駅通・山王通）
- 名古屋市道江川線（江川線）
- 名古屋市道愛知名駅南線（大須通）

#### 幹線道路の道路通称名
＜南北の道路＞
- 環状2号
- 環状線
- 名駅通
- 江川線

＜東西の道路＞
- 大須通
- 山王通
- 八熊通

## 観光

### 名所・旧跡

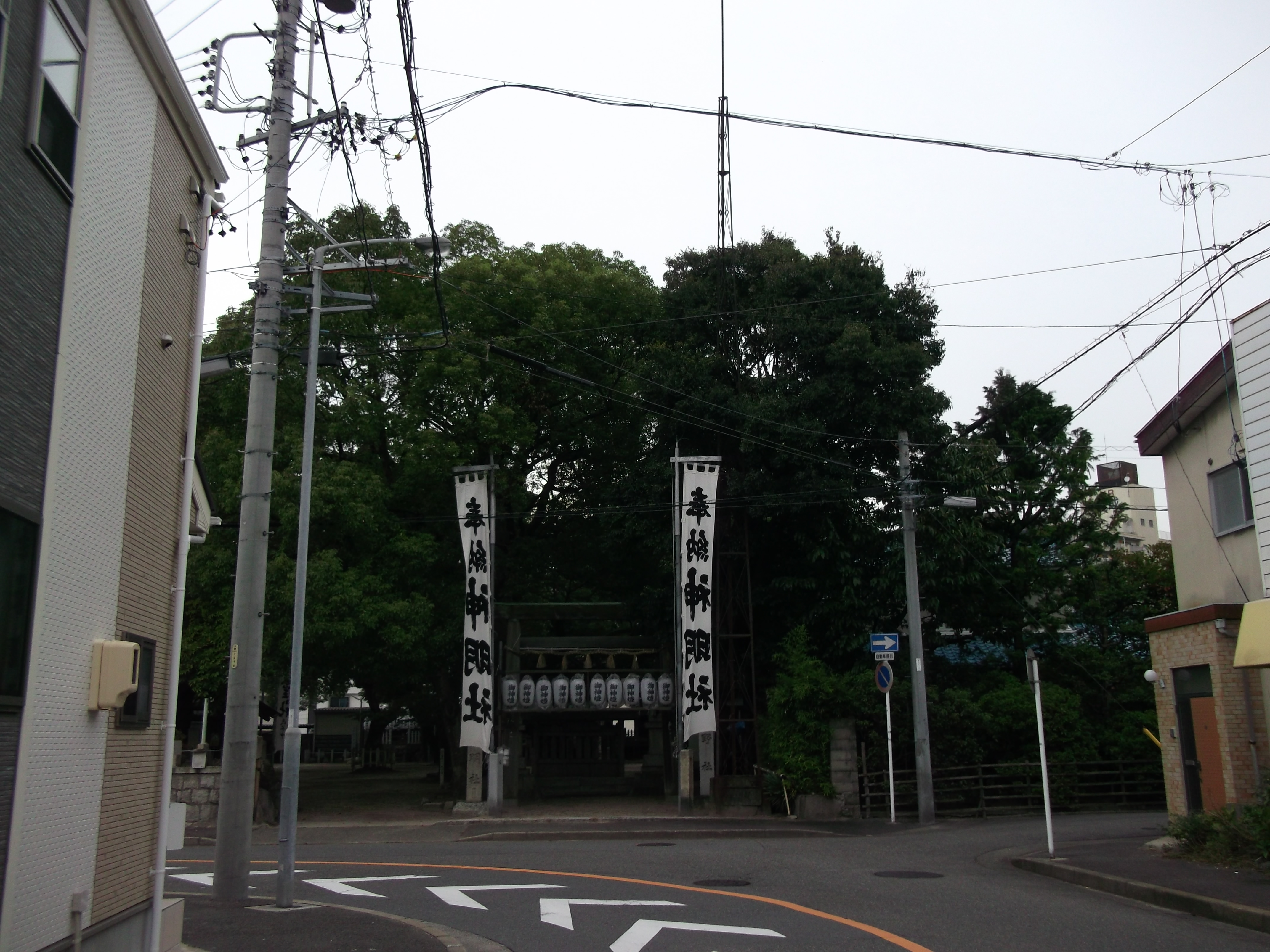
愛知神明社
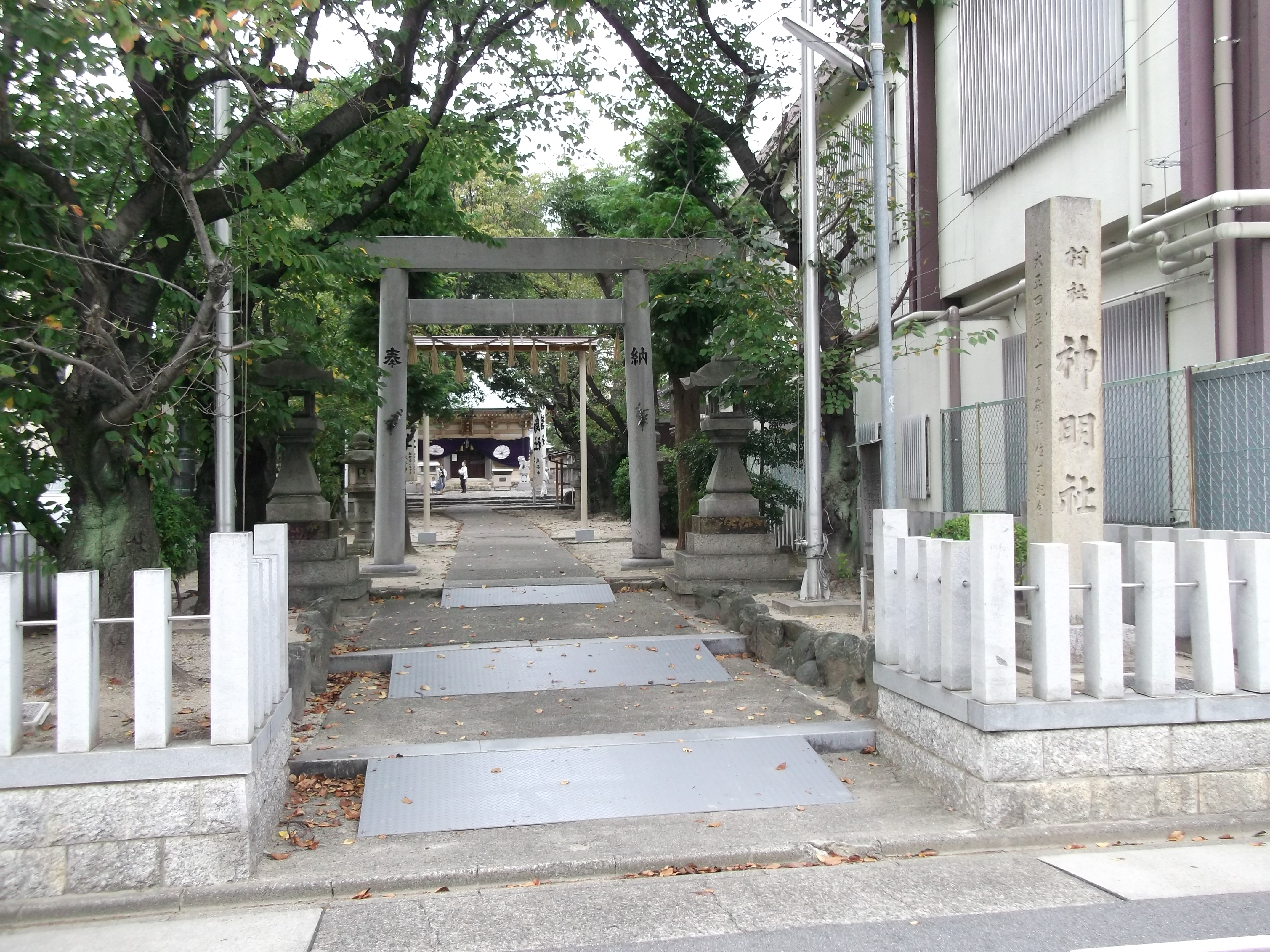
高畑神明社
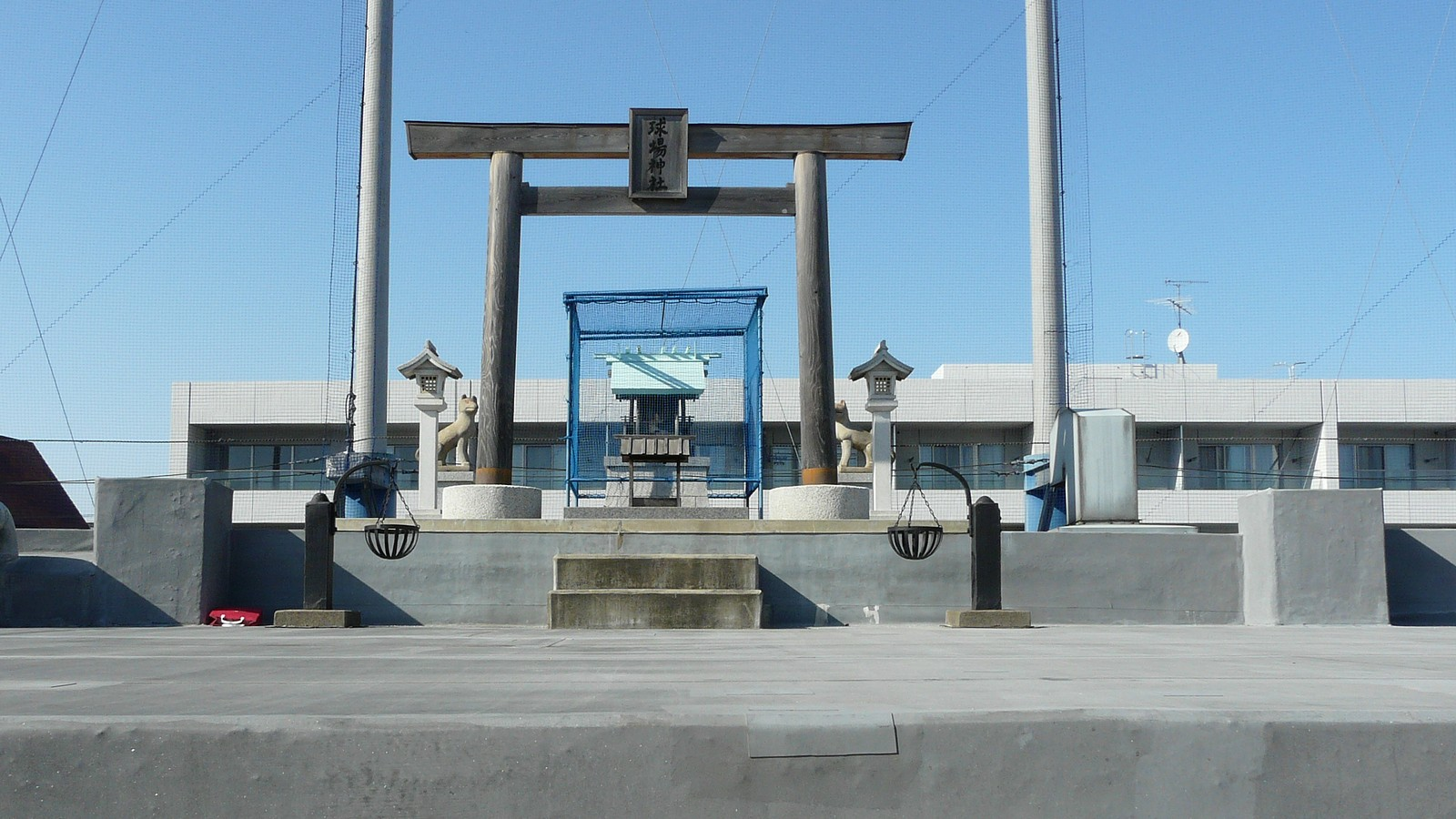
球場神社
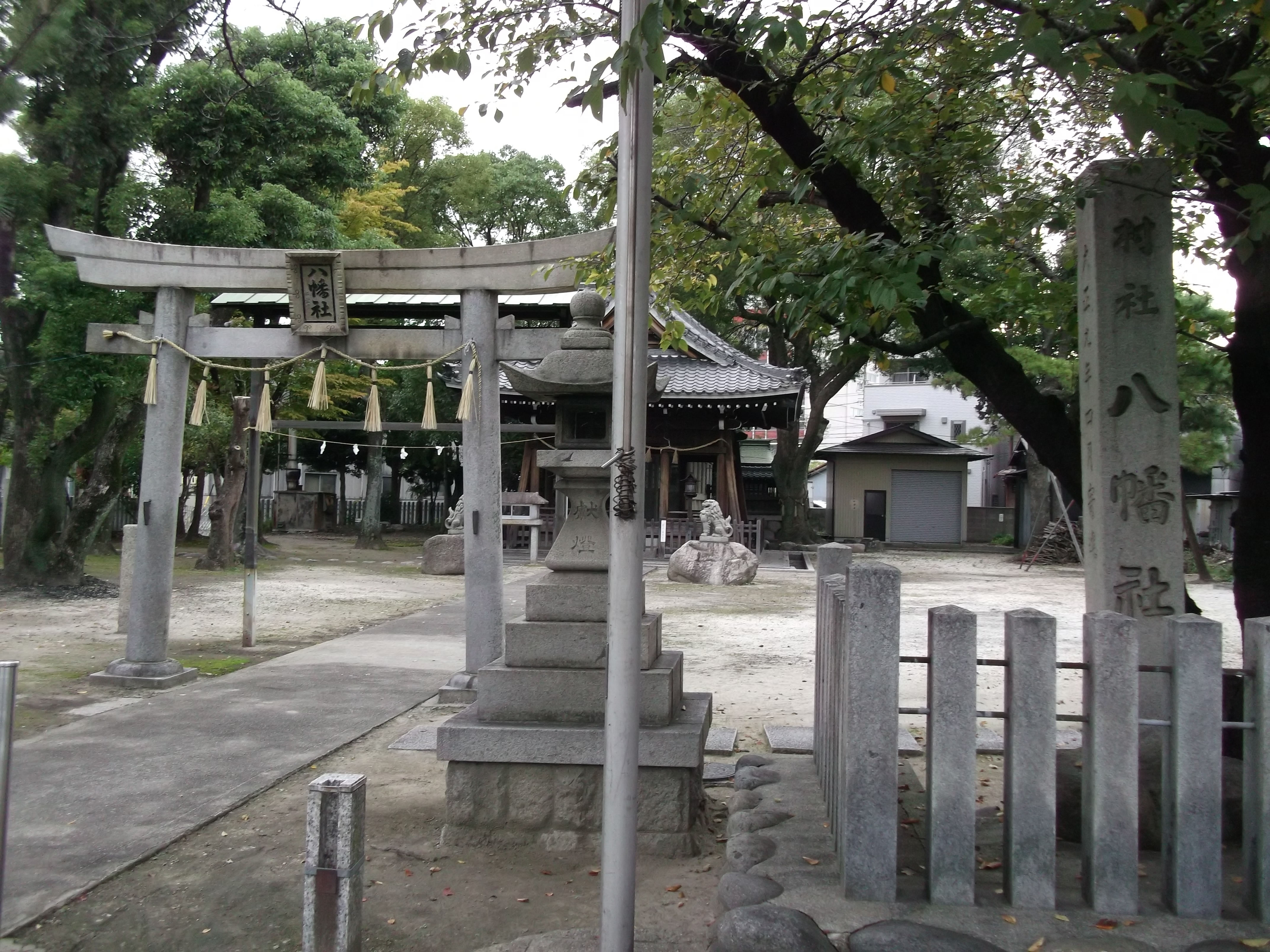
長良八幡社
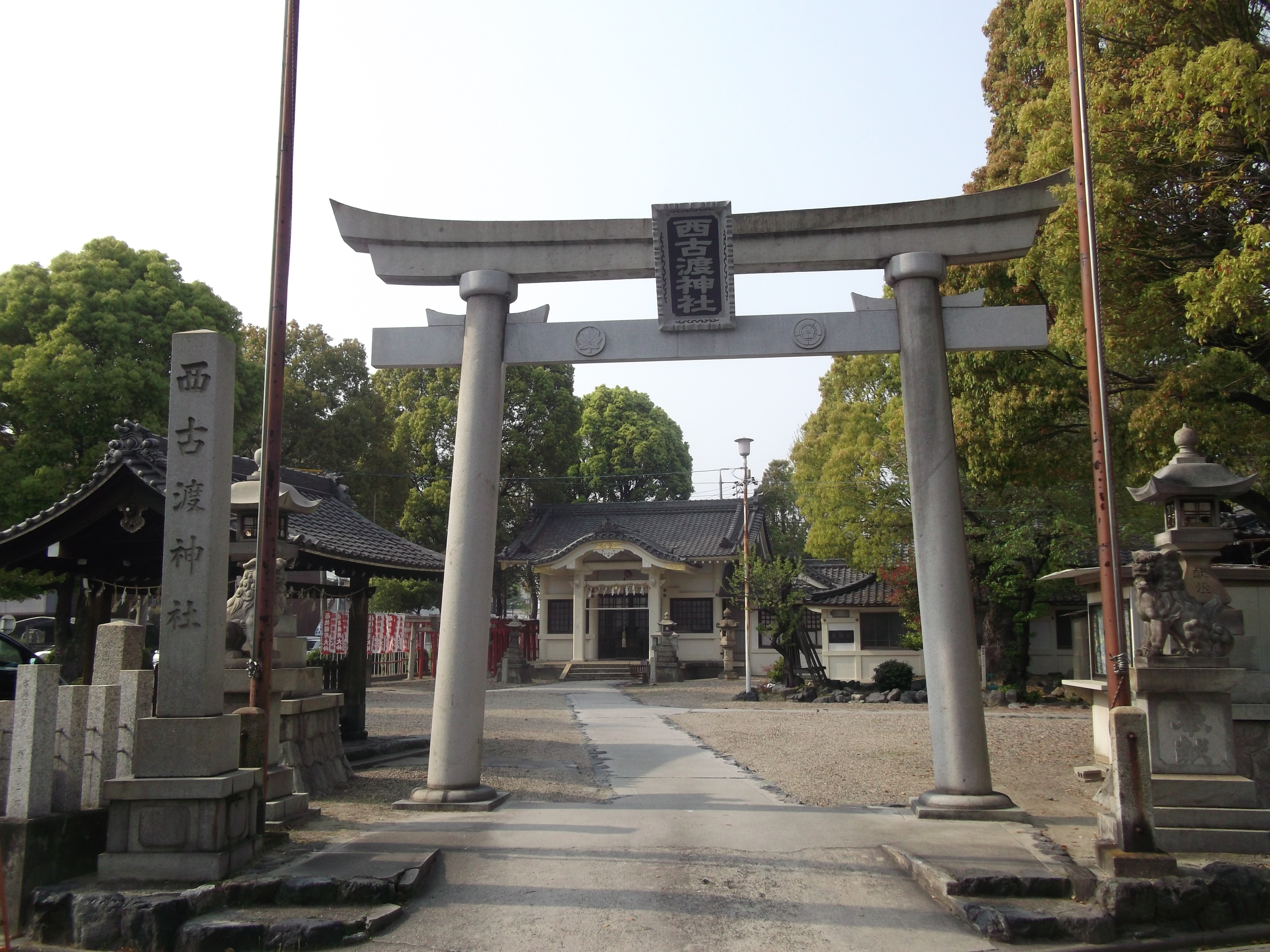
西古渡神社
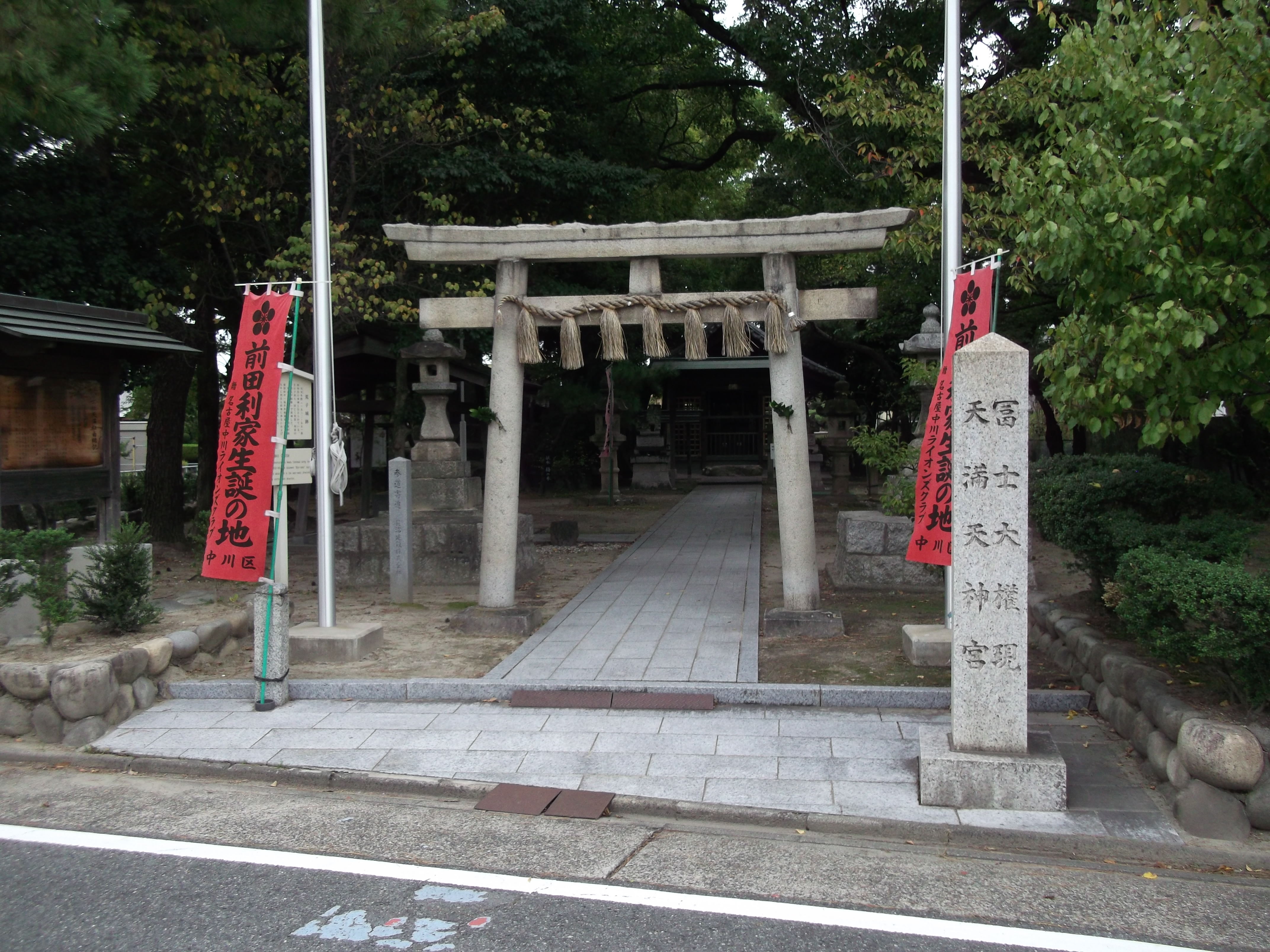
富士大権現天満天神宮

主な城郭
- 下之一色城
- 前田城（前田速念寺）

主な寺院
- 荒子観音寺 - 尾張三十三観音第十二札所、尾張四観音
- 西光寺
- 四門寺
- 寶珠院 - なごや七福神
- 前田速念寺 - 前田利家縁の寺院
- 妙光寺
- 陽泉寺
- 龍潭寺

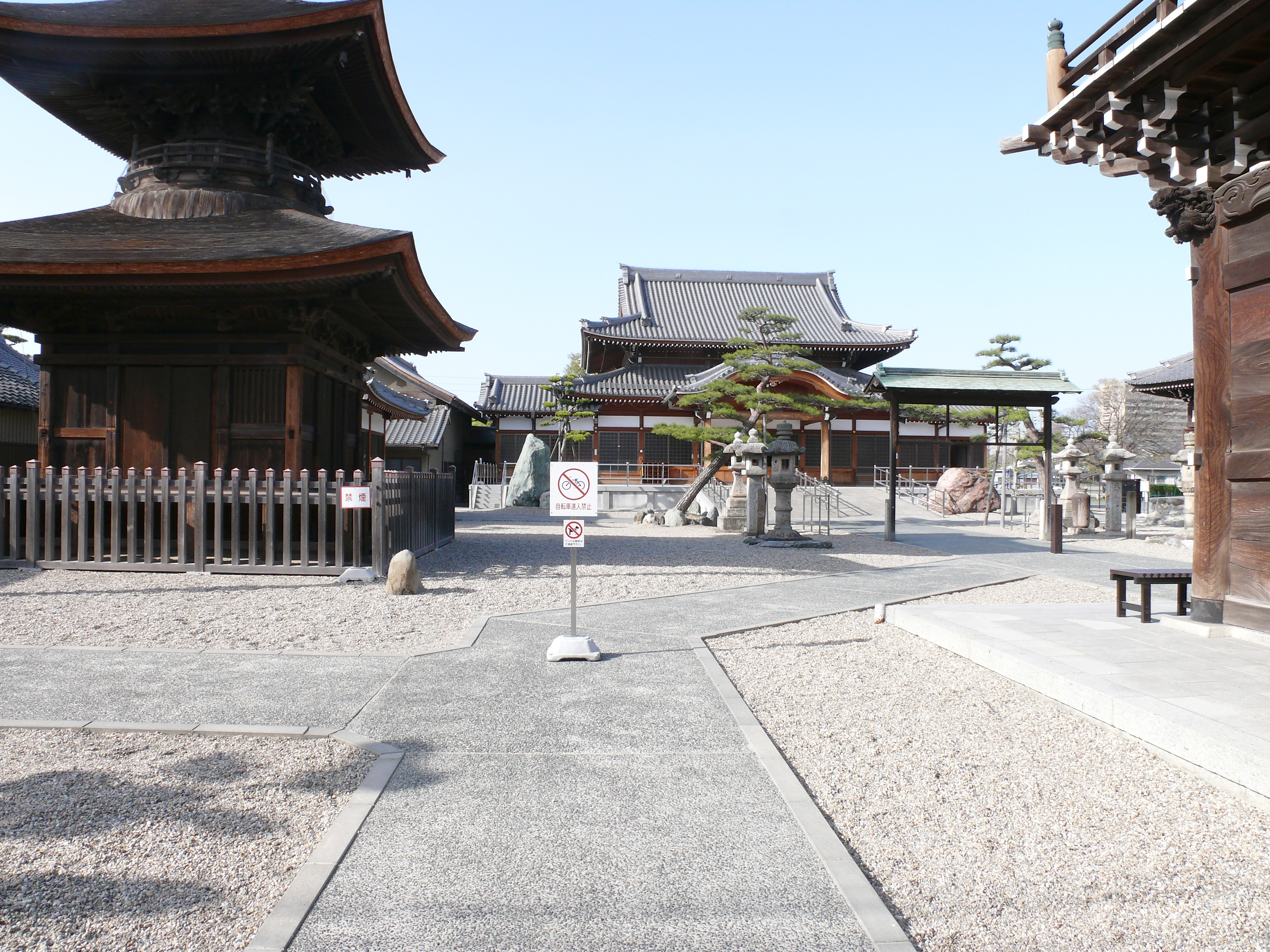
荒子観音寺
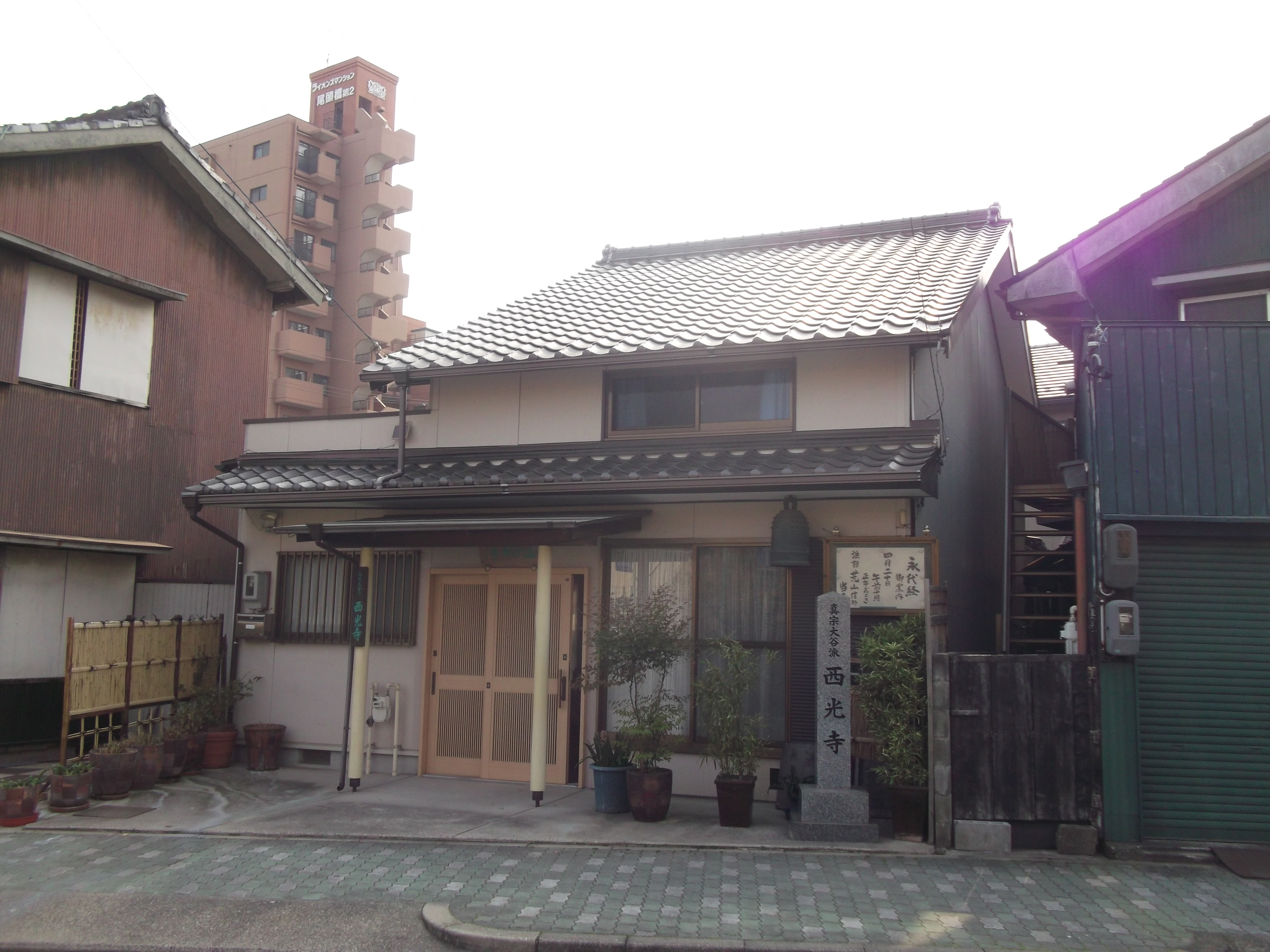
西光寺
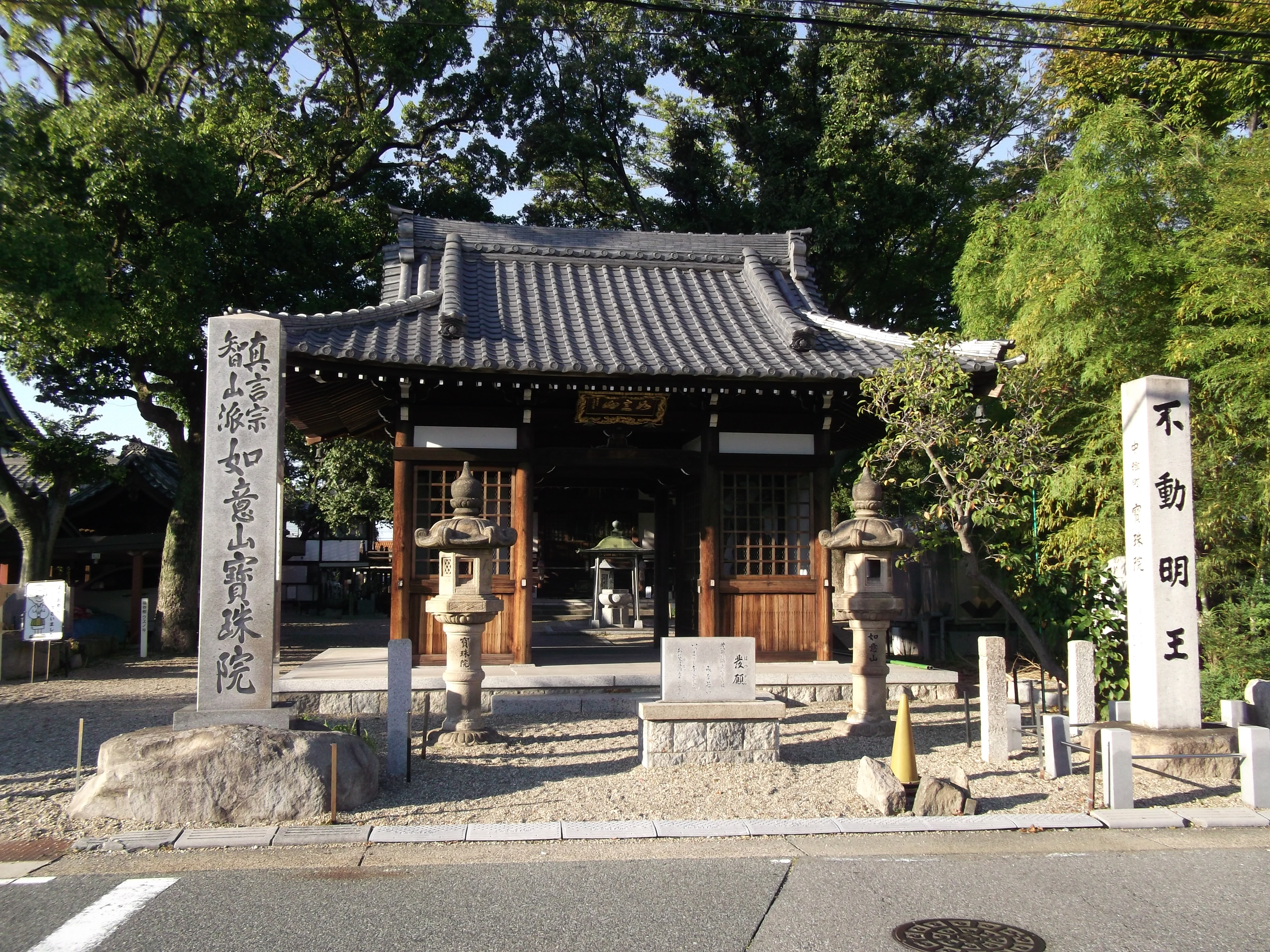
寶珠院
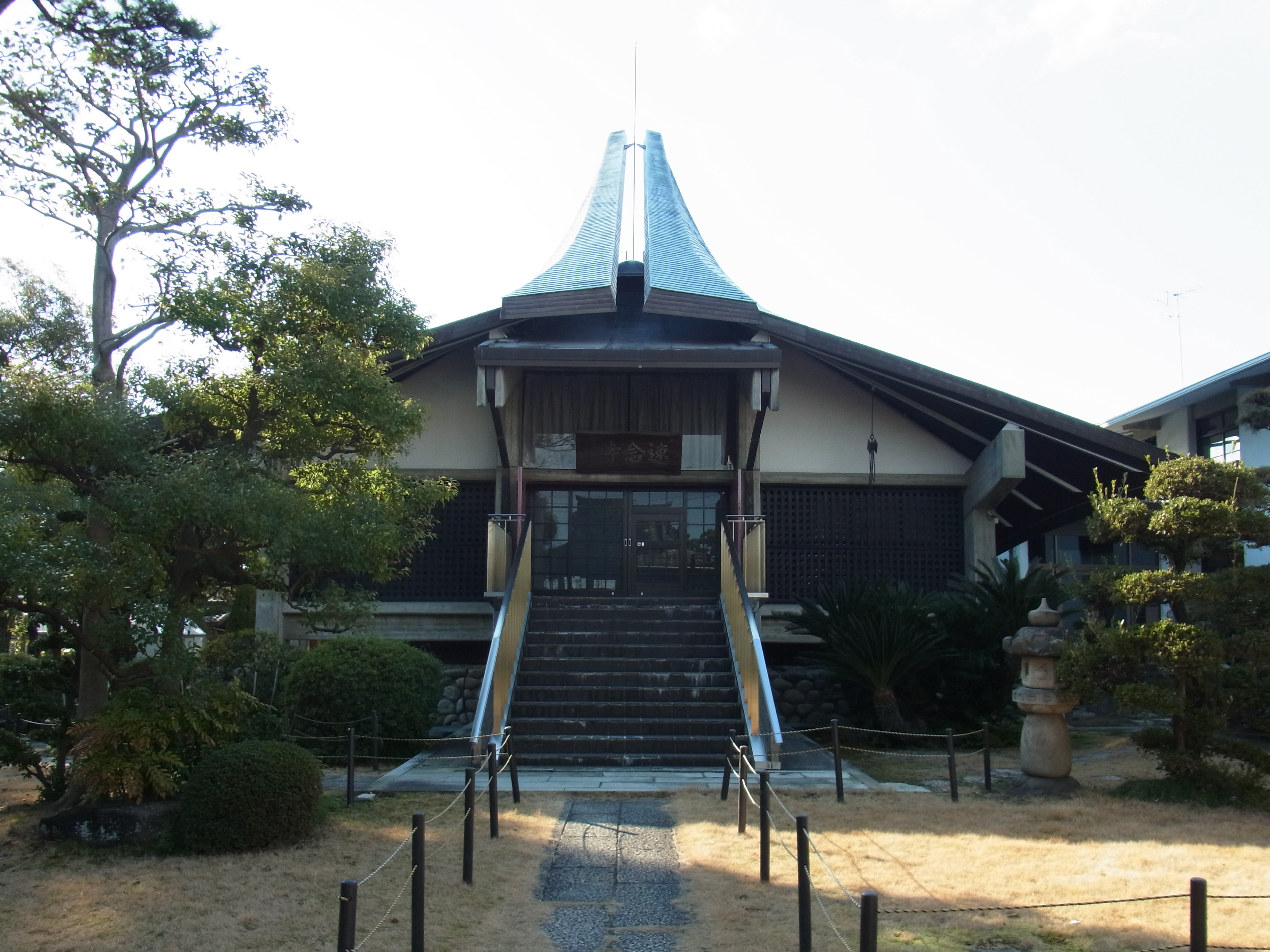
前田速念寺
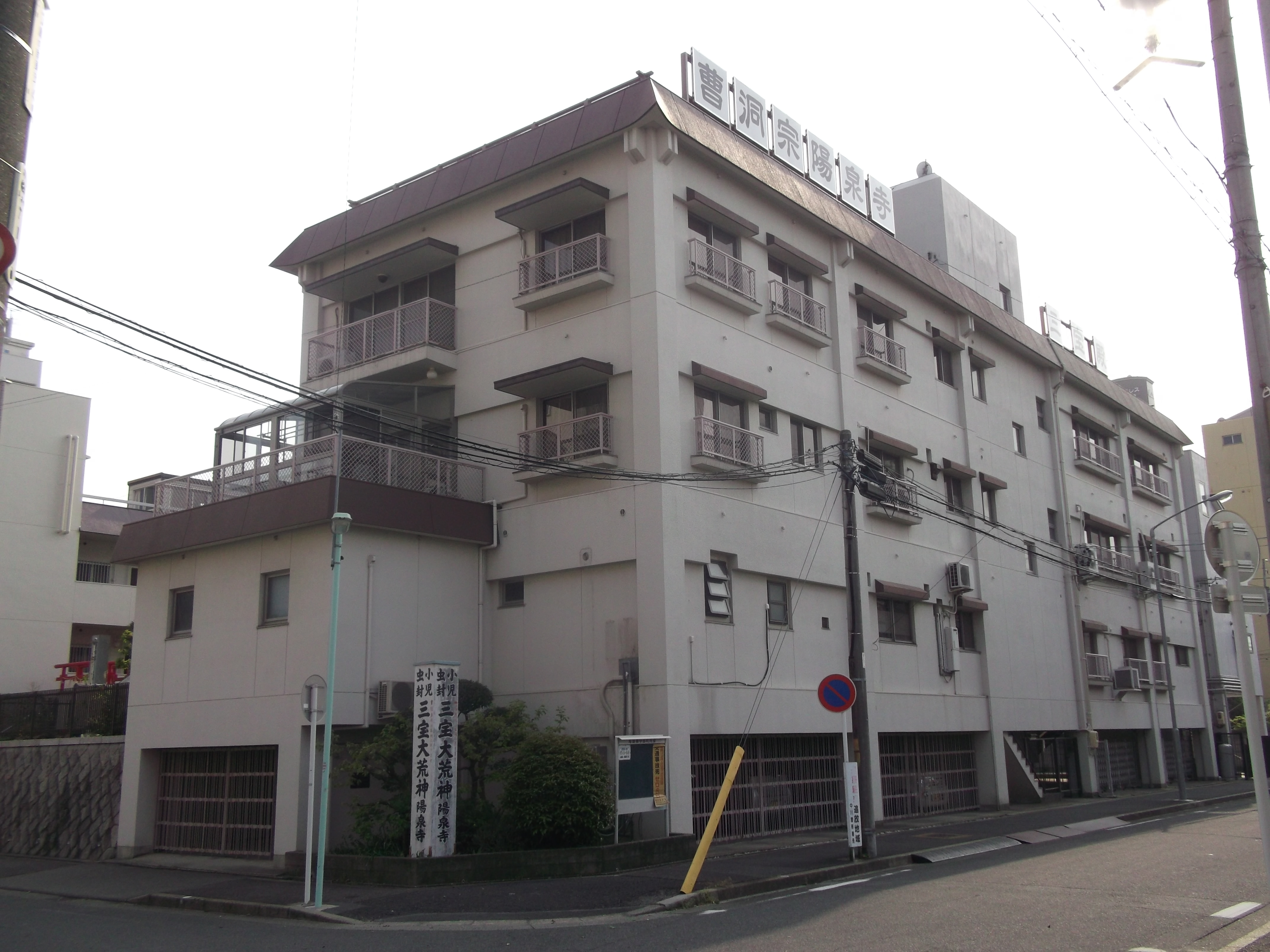
陽泉寺

主な神社
- 愛知神明社
- 尾頭橋神社
- 高畑神明社
- 球場神社
- 長良八幡社
- 西古渡神社
- 富士大権現天満天神宮

- 愛知神明社
- 高畑神明社
- 球場神社
- 長良八幡社
- 西古渡神社
- 富士大権現天満天神宮

### 観光スポット
- キャナル・リゾート
- 松重閘門
- 中川運河
- ナゴヤ球場 - 中日ドラゴンズ二軍の本拠地球場

主な公園
- 荒越公園
- 荒子公園
- 高畑公園

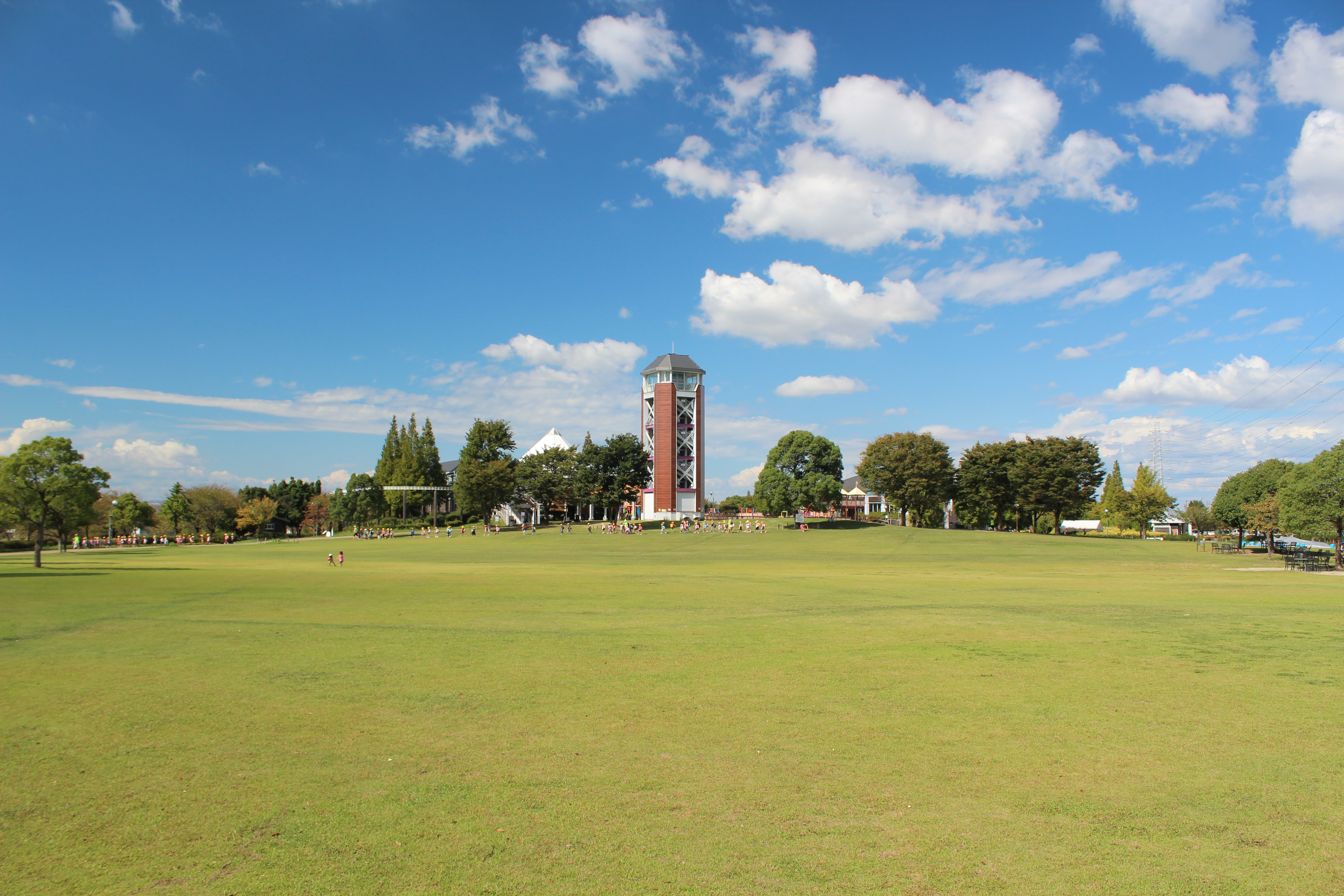
戸田川緑地公園
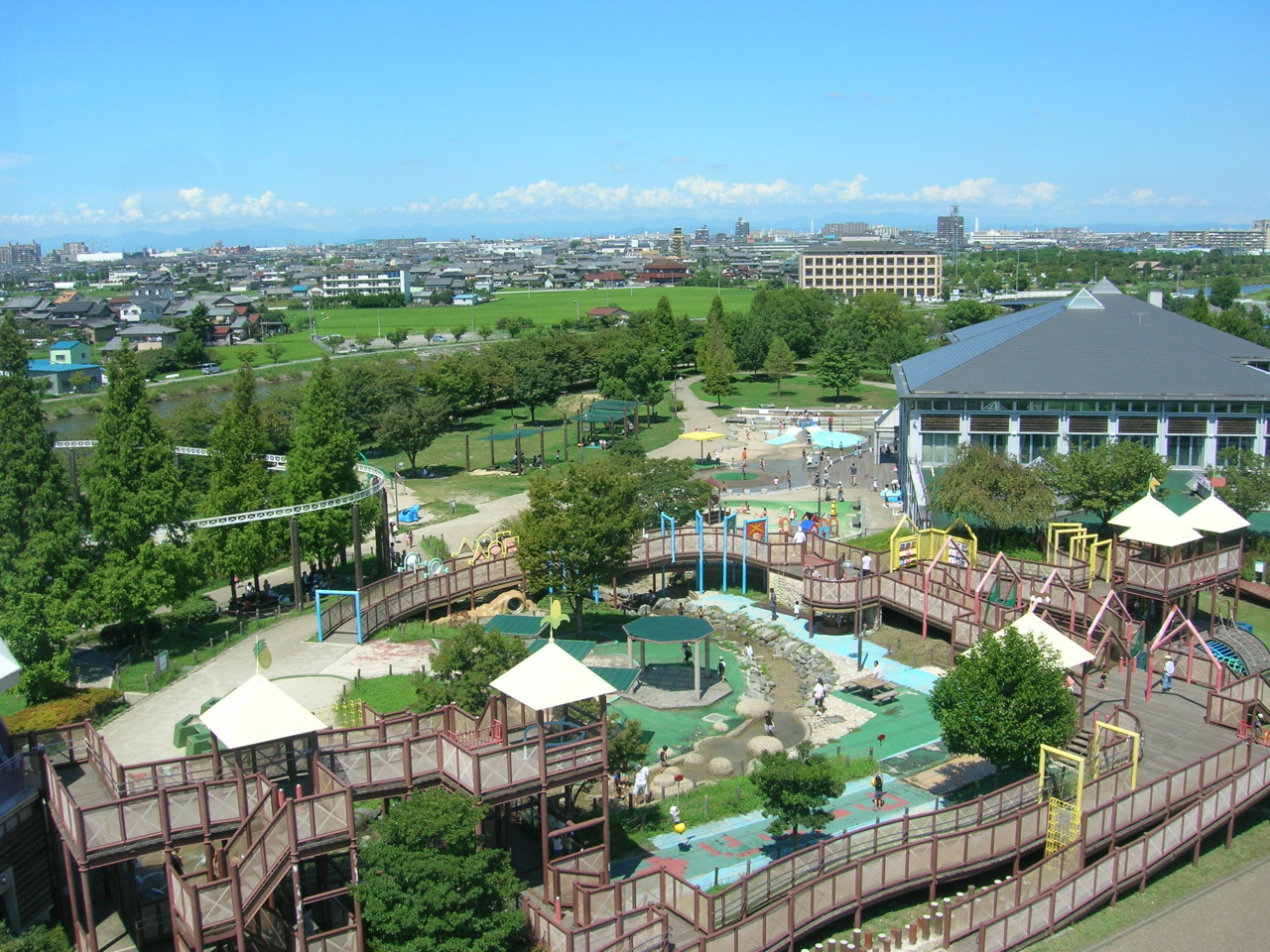
とだがわこどもランド
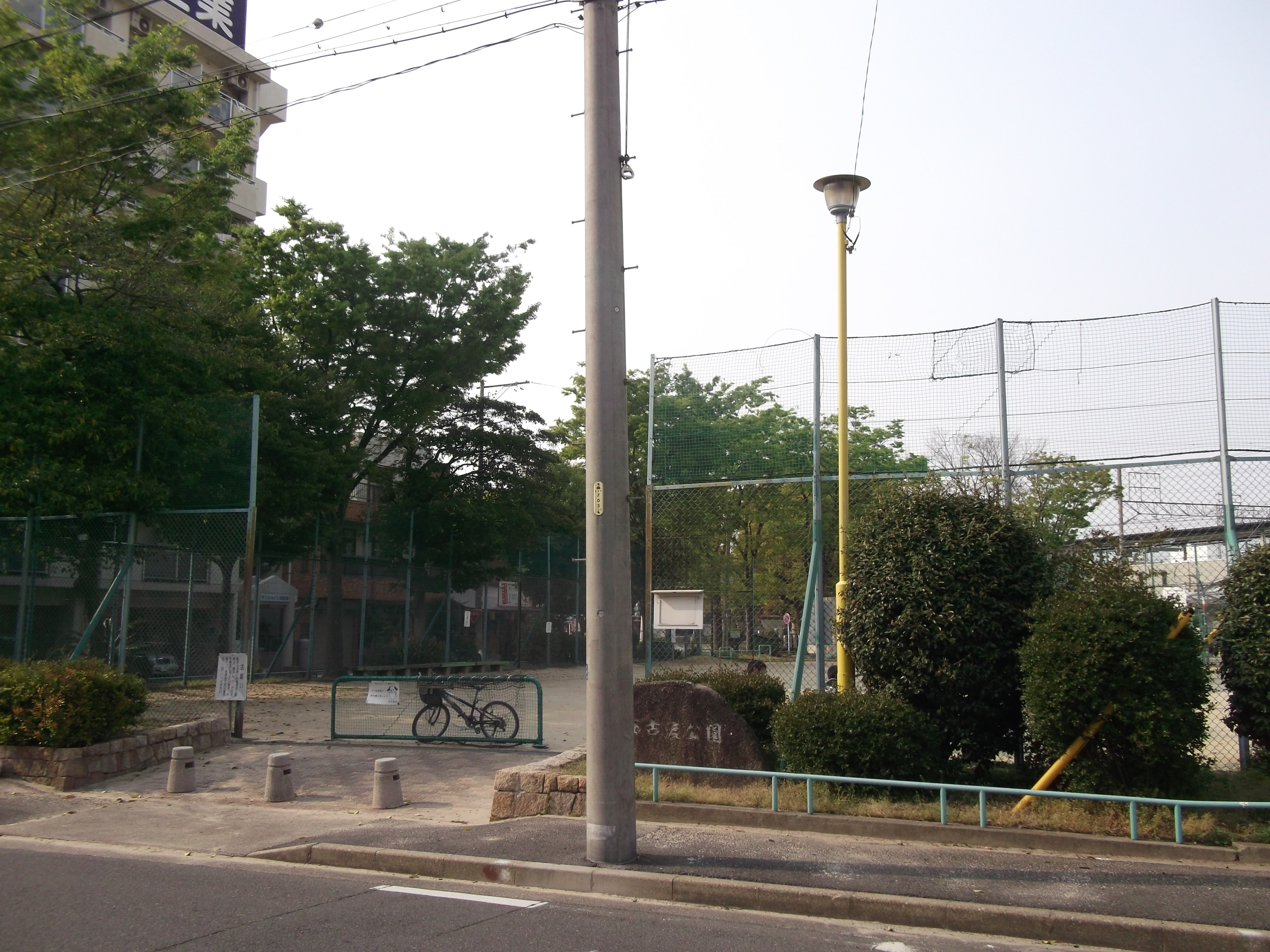
西古渡公園
- 野田公園
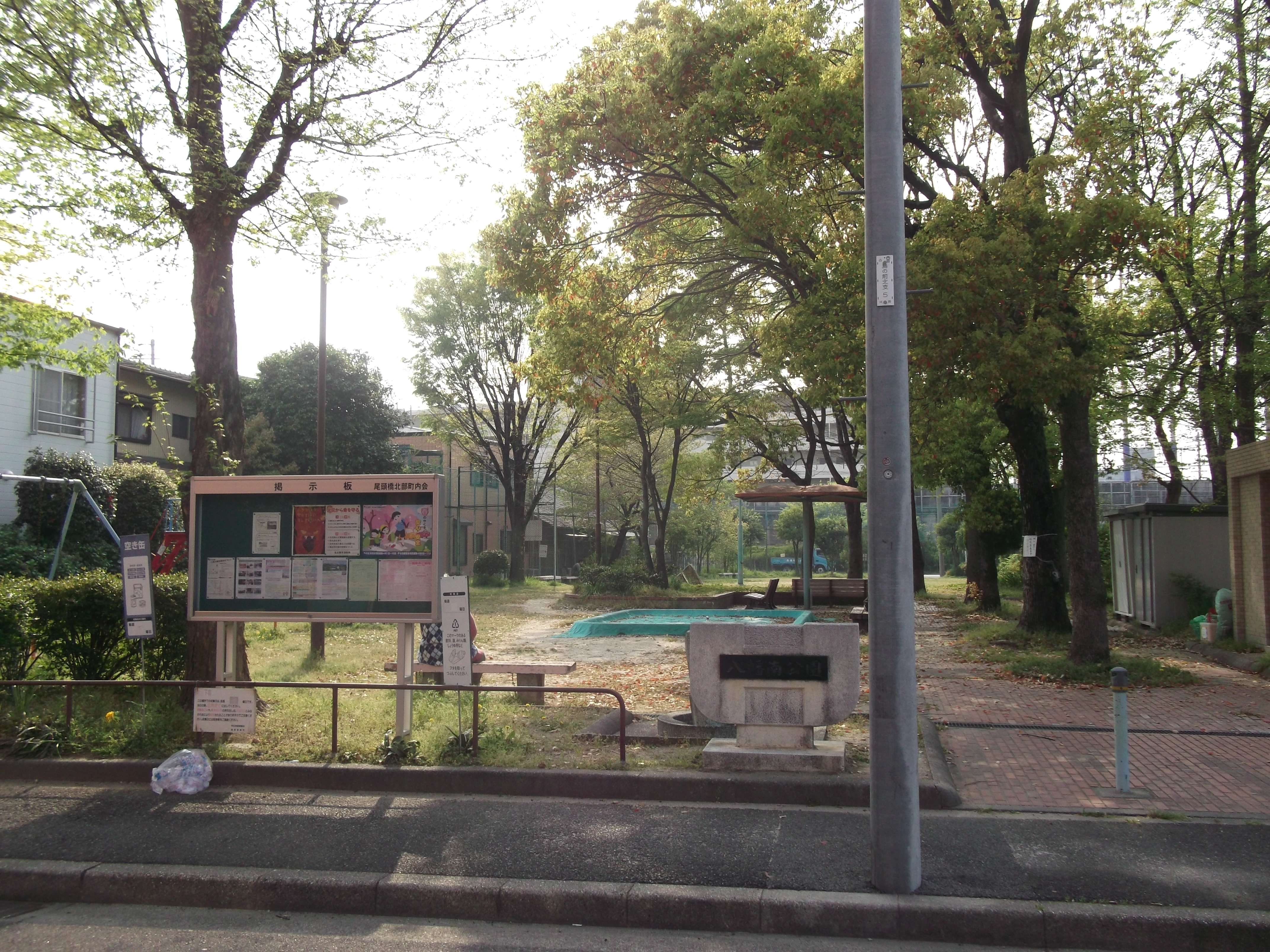
八家公園
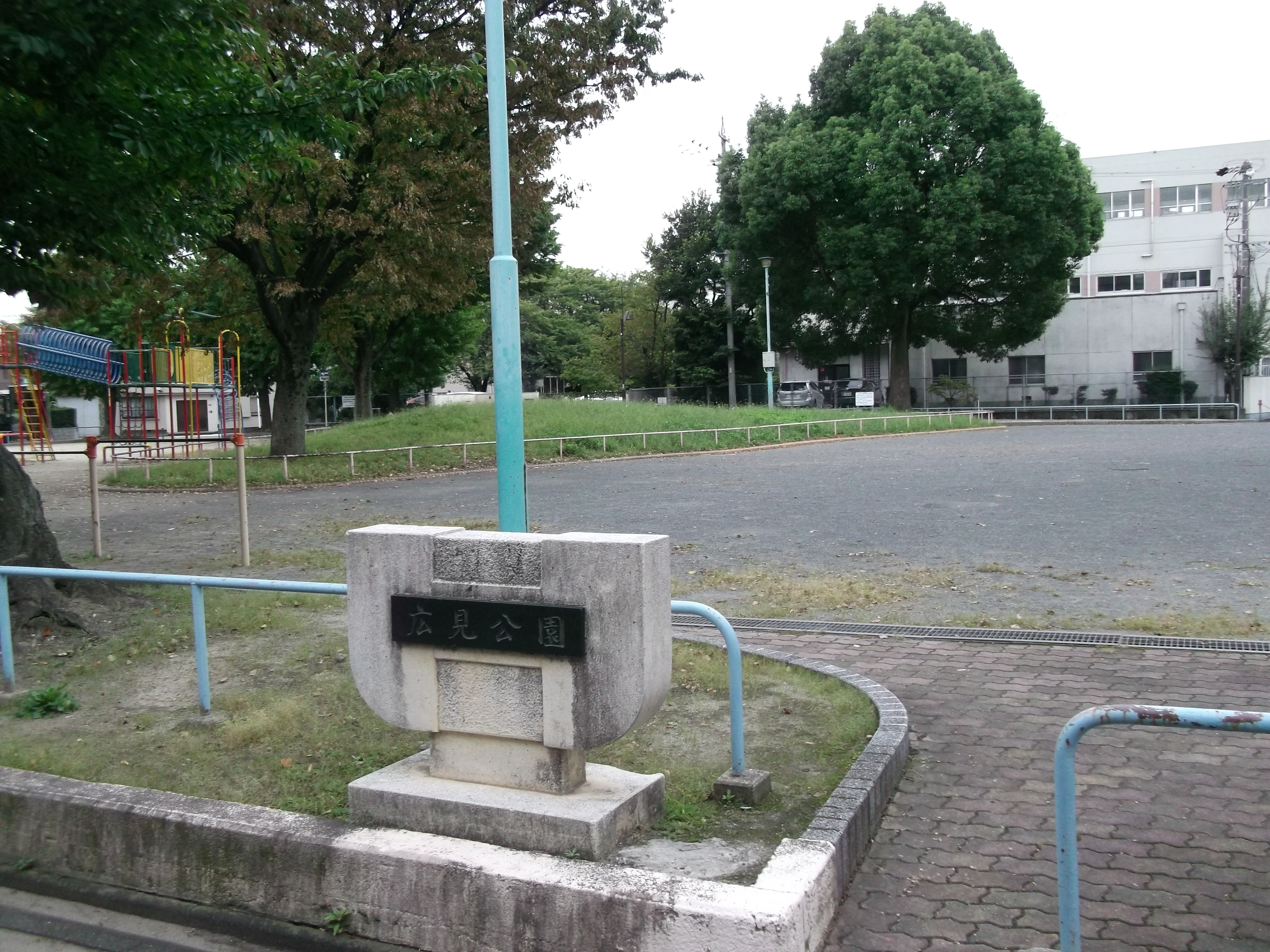
八幡南公園
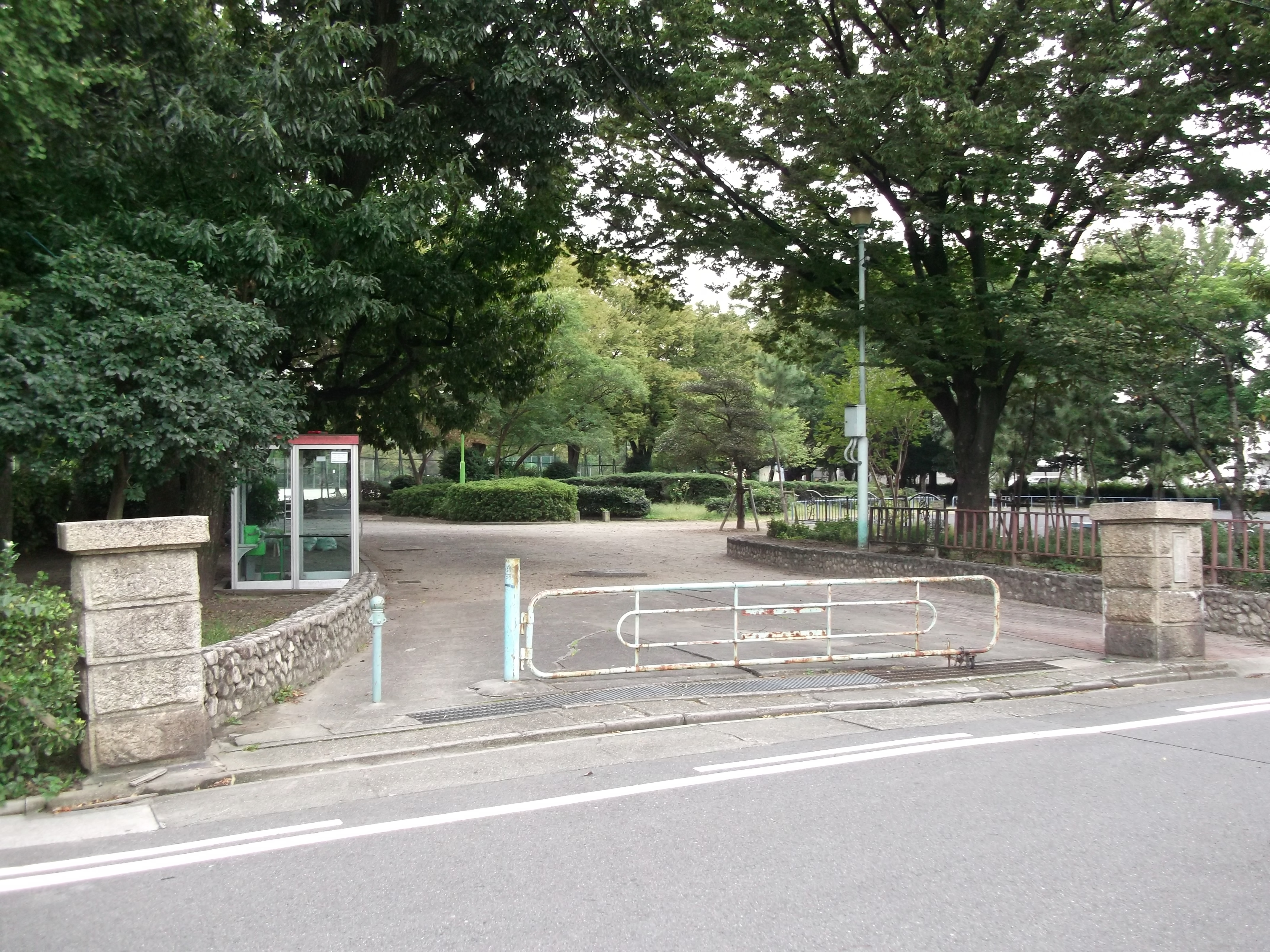
広見公園
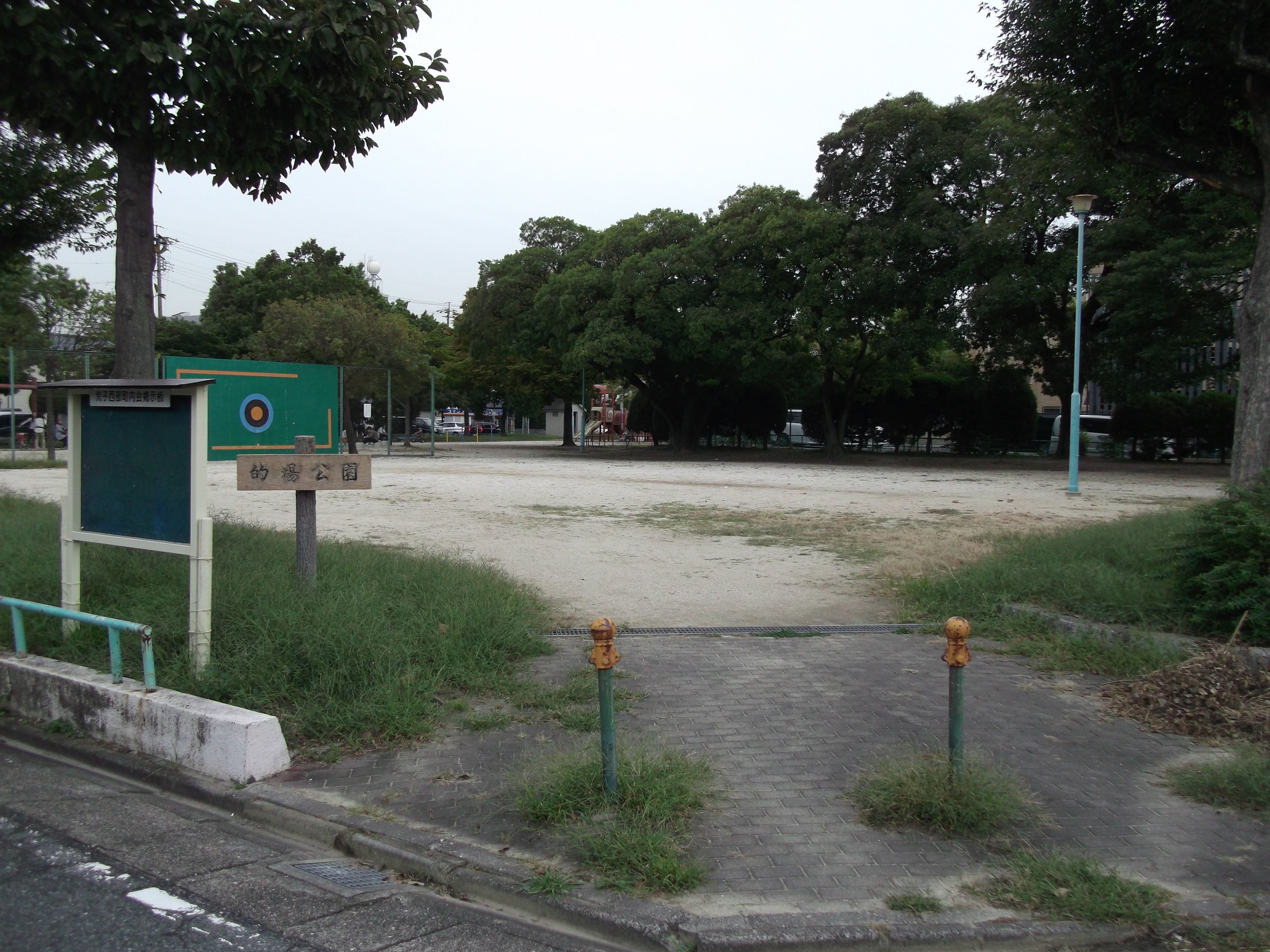
松葉公園
- 的場公園

- 戸田川緑地公園
- とだがわこどもランド
- 西古渡公園
- 八幡南公園
- 広見公園
- 松葉公園
- 的場公園

## 出身・関連著名人

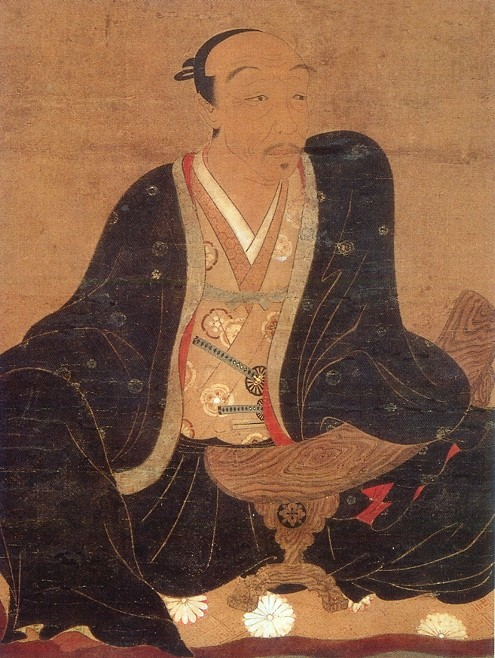
前田利家

### 歴史上人物
- 前田利家 - 戦国武将、加賀藩初代藩主。尾張国海東郡荒子村生まれ。
- 前田長種 - 戦国武将

### 政治家
- 木村隆秀 - 元衆議院議員
- 斎藤嘉隆 - 参議院議員

### 学界
- 饗庭孝男 - 文芸評論家、青山学院大学名誉教授
- 益川敏英 - 物理学者、ノーベル物理学賞受賞者

### 芸能
- 上田定行 - 俳優、ラジオパーソナリティ
- 森本レオ - 俳優、ナレーター、タレント
- いとうまい子 - 女優、タレント
- 加藤和樹 - 歌手、俳優
- 市川紗椰 - ファッションモデル、タレント

### スポーツ選手
- 栃司哲史 - 元大相撲力士、現年寄・入間川
- 祖父江大輔 - プロ野球選手
- 富永章敬 - 元プロ野球選手
- 濱田達郎 - 元プロ野球選手
- 深町亮介 - 元プロ野球選手